# Processo a Galileo Galilei
(Piero Guicciardini, Lettera a Cosimo II, 11 dicembre 1615)

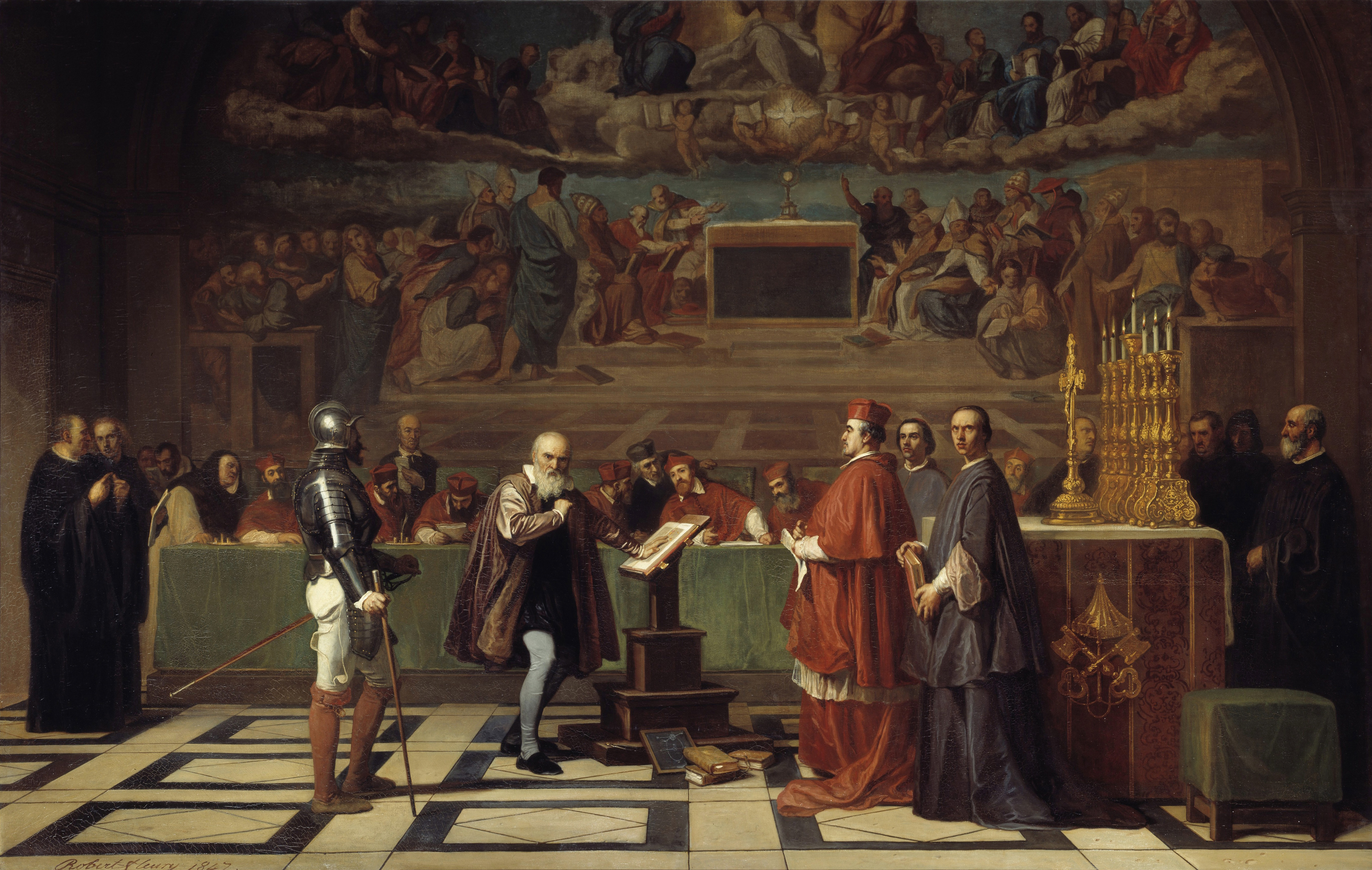
Galileo di fronte al Sant'Uffizio, dipinto di Joseph-Nicolas Robert-Fleury

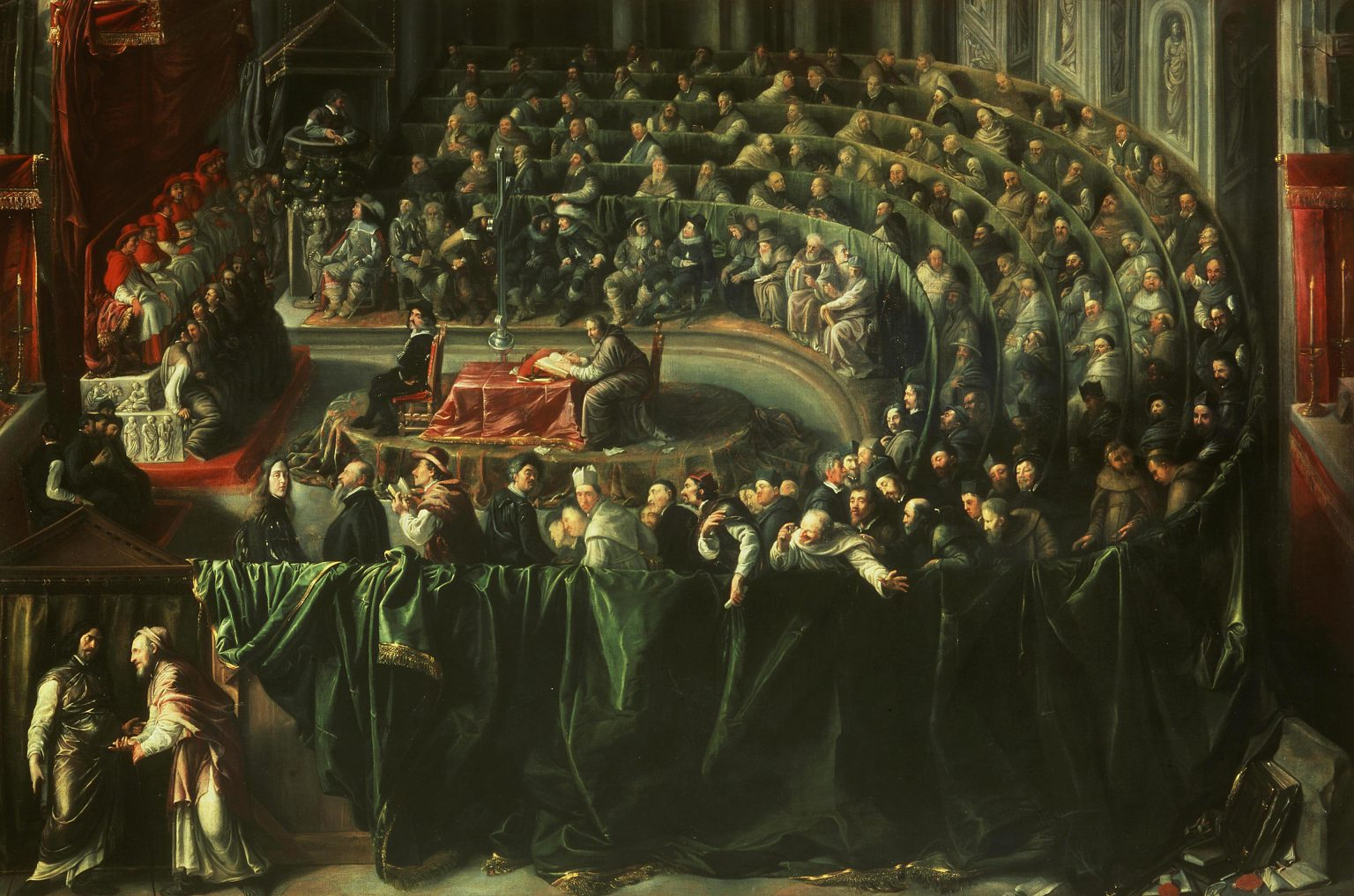
Il processo a Galileo Galilei da parte dell'Inquisizione nel 1633 (Scuola italiana del XVII secolo).

Il processo a Galileo Galilei, sostenitore della teoria copernicana eliocentrica sul moto dei corpi celesti in opposizione alla teoria geocentrica, sostenuta dalla Chiesa cattolica, iniziò a Roma il 12 aprile 1633 e si concluse il 22 giugno 1633 con la condanna per "veemente sospetto di eresia" e con l'abiura forzata delle sue concezioni astronomiche.

## Le conoscenze scientifiche all'epoca di Galileo
La teoria eliocentrica ha una lunga storia: l'eliocentrismo venne espresso per primo dall'astronomo greco Aristarco di Samo già nel III secolo a. C.. Essa però non trova spazio nell'Almagesto dell'astronomo alessandrino Claudio Tolomeo: l'Almagesto infatti procede la sua trattazione sulla base della sola teoria geocentrica, per cui il grande successo dell'opera in realtà ha contribuito a mettere in ombra l'eliocentrismo. La teoria eliocentrica venne poi riscoperta e approfondita in seguito all'età delle scoperte geografiche, nel Cinquecento, in particolare dall'ecclesiastico polacco Niccolò Copernico e in seguito dall'astronomo tedesco Giovanni Keplero, contemporaneo e corrispondente di Galileo. Tuttavia, la giustificazione teorica rigorosa alla base del modello fisico eliocentrico sarà elaborata solo alla fine del Seicento, grazie agli studi sulla gravitazione di Isaac Newton. Inoltre, la prova sperimentale dell'eliocentrismo si avrà solo nel 1729, seppure per via indiretta, con l'annuncio da parte della Royal Society di Londra della scoperta dell'aberrazione della luce da parte dell'astronomo inglese James Bradley, che così dimostrò definitivamente l'esistenza del moto di rivoluzione terrestre intorno al Sole. Bisognerà ancora aspettare la fine del Settecento per le conferme sperimentali definitive anche della rotazione terrestre, tra cui il celebre esperimento dei gravi di Bologna condotto da Giovanni Battista Guglielmini, i cui risultati furono pubblicati nell'opuscolo De diurno Terrae Motu del 1792. Pertanto, all'epoca di Galileo non era possibile confutare la teoria geocentrica con dimostrazioni sperimentali. Nello specifico, Galileo contestò (per la prima volta) alcuni assunti propri della Fisica aristotelica, ad esempio riprendendo le considerazioni di Archimede sul moto dei gravi e le osservazioni lunari che condusse egli stesso.

## Gli antefatti
Nella Chiesa, due erano i maggiori Ordini tutelari della cultura scientifica e teologica: l'Ordine dei gesuiti, che vantava nelle sue file numerosi matematici e fisici, e quello domenicano, fedele all'insegnamento dottrinario di san Tommaso, e pertanto sospettoso di ogni novità che a quella metafisica potesse in qualunque modo opporsi. Mentre i gesuiti, in un primo tempo, si mostrarono aperti di fronte alle nuove scoperte astronomiche, furono i domenicani i più decisi oppositori di Galileo, denunciando i pericoli che le teorie galileiane potevano apportare alla tradizionale dottrina della Chiesa. Tuttavia l'atteggiamento dei due Ordini nei confronti di Galileo si rovescerà due decenni dopo: nel 1633 saranno i gesuiti a denunciare il Dialogo sopra i due massimi sistemi del mondo, coinvolgendo nelle accuse anche i domenicani che avevano autorizzato la pubblicazione dell'opera.
Il 1º novembre 1612 il domenicano Niccolò Lorini denunciò in una predica tenuta nel convento di San Matteo a Firenze le teorie di Copernico – del quale nemmeno conosceva bene il nome – salvo scusarsi il 5 novembre con una lettera a Galileo, nella quale scriveva di non aver voluto accusare lo scienziato – protetto dal Granduca – ma «per non parere uno ceppo morto, sendo da altri cominciato il ragionamento, ho detto due parole per esser vivo, e detto, come dico, che quella opinione di quell'Ipernico, o come si chiami, apparisce che osti alla Divina Scrittura».
Il 21 dicembre 1614 si levava dal pulpito di Santa Maria Novella a Firenze il frate domenicano Tommaso Caccini (1574-1648), lanciando contro certi matematici moderni e in particolare contro Galilei (1564-1642), matematico e filosofo del Granduca Cosimo II de' Medici, l'accusa di contraddire le Sacre Scritture con le loro concezioni astronomiche ispirate alle teorie eliocentriche copernicane.

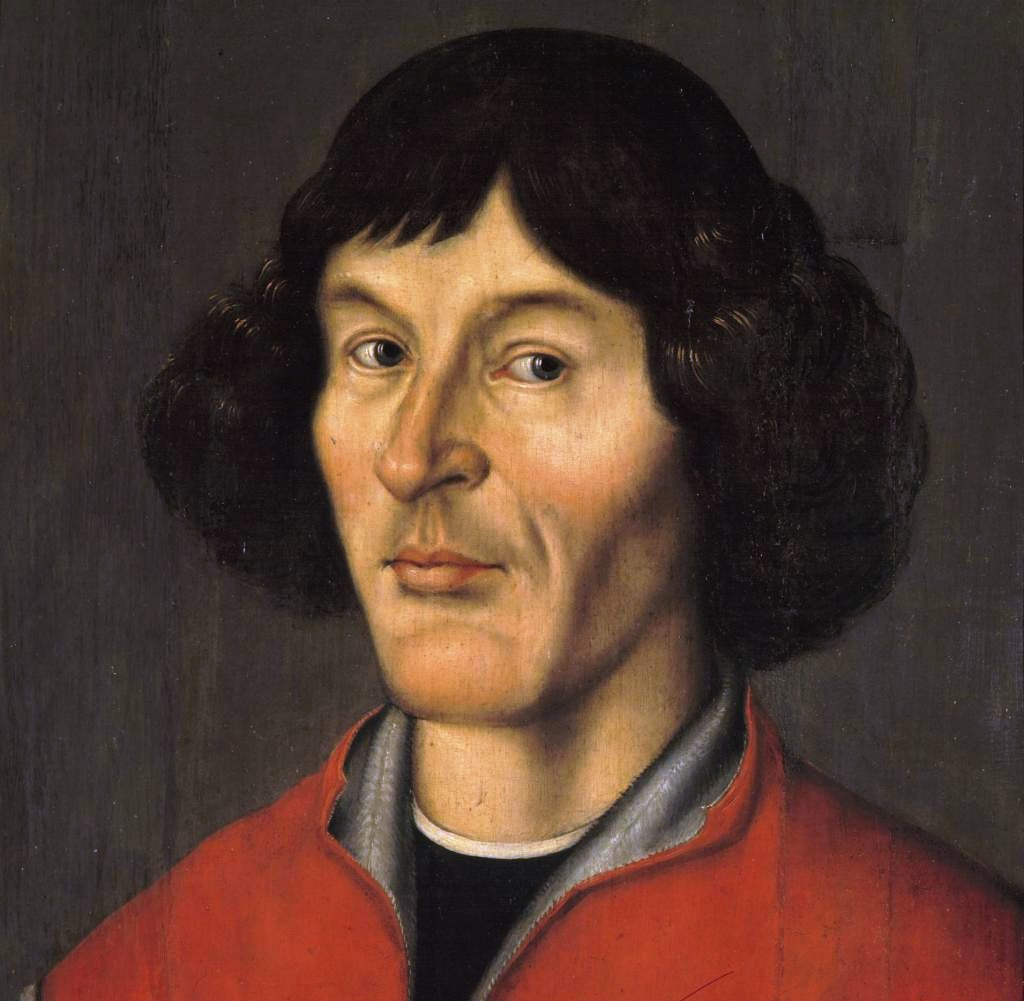
Niccolò Copernico

Già tre anni prima il Caccini era venuto in polemica con Galilei ma questa nuova iniziativa di fra' Tommaso, se pur ebbe ampia risonanza, non sembrò, sulle prime, riscuotere particolare successo, se il suo stesso fratello Matteo Caccini, da Roma, gli scriveva aspramente il 2 gennaio 1615 di aver sentito «una stravaganza tanto grande, che io et me ne meraviglio et ne resto disgustatissimo. Sappiate che se qua ne è fatto romore, voi riceverete tal'incontro che vi pentirete di havere imparato a leggere; et sappiate di più che non si può fare cosa che sia qua dal supremo superiore sentita peggio che quella che havete fatta voi [...] se bene io non sono teologo, posso dirvi quanto dico, che è che avete fatto un grandissimo errore et una grandissima scioccheria et leggerezza» e, rincarando la dose, «che leggierezza è stata la vostra, lasciarvi mettere su da piccione, o da coglione, o certi colombi, che avete a pigliarvi gl'impicci d'altri», alludendo a che l'iniziativa del fratello fosse stata suggerita dal fisico Ludovico delle Colombe autore, nel 1611, di un Trattato contro il moto della Terra, naturalmente polemico verso Niccolò Copernico e i suoi attuali seguaci.
Matteo Caccini temeva soprattutto che il fratello avesse pregiudicato la sua possibile nomina a baccelliere dello Studio domenicano della Minerva, carica contesa da un altro domenicano fiorentino, Niccolò Ridolfi, appoggiato dall'ambasciatore di Francia e dal cardinale Scipione Borghese, nipote del papa Paolo V; a favore di fra Tommaso stavano invece il cardinale Agostino Galamini e i maggiori esponenti dell'Ordine domenicano.
Intanto il sopracitato frate domenicano, Niccolò Lorini, inviava una lettera al cardinale Paolo Emilio Sfondrati, Prefetto della Congregazione dell'Indice a Roma, il 7 febbraio 1615, a nome di tutta la comunità del convento di San Marco di Firenze, denunciando come Galilei, in una lettera all'allievo Benedetto Castelli del 21 dicembre 1613, avesse sostenuto «che la terra si move et il cielo sta fermo, seguendo le posizioni di Copernico [...] e vogliono esporre le Sante Scritture a loro modo e contra la comune esposizione de' Santi Padri, e difendere opinione apparente in tutto contraria alle Sacre Lettere».

### Le lettere al Castelli e a Cristina di Lorena

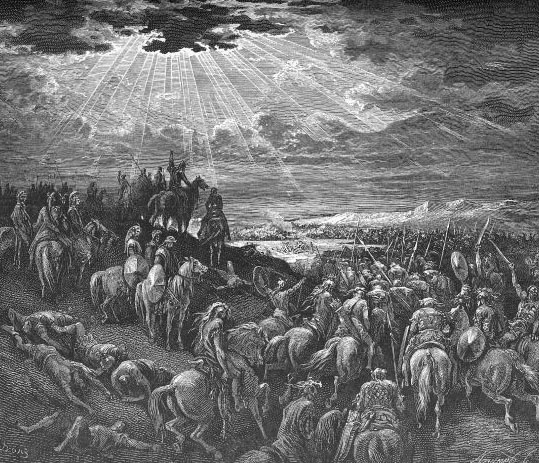
Gustave Doré, Giosuè ferma il sole

Galilei aveva scritto a Benedetto Castelli sostenendo l'indipendenza della ricerca scientifica dalle Sacre Scritture, dal momento che, pur non potendo errare queste ultime,
Onde, sì come nella Scrittura si trovano molte proposizioni le quali, quanto al nudo senso delle parole, hanno aspetto diverso dal vero, ma son poste in cotal guisa per accomodarsi alI'incapacità del vulgo, così per quei pochi che meritano d'esser separati dalla plebe è necessario che i saggi espositori produchino i veri sensi, e n'additino le ragioni particolari per che siano sotto cotali parole stati profferiti»
Ribadisce gli stessi concetti nel 1615 alla granduchessa Cristina di Lorena, dove individua che i suoi avversari condannano l'eliocentrismo del sistema solare nel fatto che
Sopra questa ragione parmi primieramente da considerare, essere e santissimamente detto e prudentissimamente stabilito, non poter mai la Sacra Scrittura mentire, tutta volta che si sia penetrato il suo vero sentimento; il qual non credo che si possa negare essere molte volte recondito e molto diverso da quello che suona il puro significato delle parole. Dal che ne séguita, che qualunque volta alcuno, nell'esporla, volesse fermarsi sempre nel nudo suono literale, potrebbe, errando esso, far apparir nelle Scritture non solo contradizioni e proposizioni remote dal vero, ma gravi eresie e bestemmie ancora: poi che sarebbe necessario dare a Iddio e piedi e mani e occhi, non meno affetti corporali ed umani, come d'ira, di pentimento, d'odio, ed anco tal volta la dimenticanza delle cose passate e l'ignoranza delle future [...] è necessario che i saggi espositori ne produchino i veri sensi, e n'additino le ragioni particolari per che è siano sotto cotali parole profferiti.»
È per aderire al senso comune, dunque, che nelle Scritture si afferma che il Sole gira intorno alla Terra immobile o che Dio "fermò" il Sole assecondando l'invocazione di Giosuè.

### La denuncia di Tommaso Caccini
Due mesi dopo Tommaso Caccini giunse a Roma, ma non solo per perorare la sua causa per la carica nello Studio della Minerva. Il 20 marzo 1615, nel palazzo del Santo Uffizio, egli sporse denuncia contro Galileo Galilei ai cardinali presenti: Bellarmino, Galamini, Millini, Sfondrati, Taverna, Veralli e Zapata. Tommaso Caccini allegò alla sua denuncia scritta alla Congregazione dell'Inquisizione una copia della lettera di Galilei al Castelli, rilevando che due frasi in essa contenute - La terra secondo sé tutta si muove, etiam di moto diurno e Il sole è immobile - «secondo la mia coscientia repugnano alle divine Scritture esposte da' Santi Padri et conseguentemente repugnano alla fede, che c'insegna dover credere per vero ciò che nella Scrittura si contiene", aggiungendo che da alcuni discepoli di Galilei - ma non da Galilei stesso, che egli non ha mai visto - aveva sentito affermare tre proposizioni: che "Iddio non è altrimenti sustanza, ma accidente; Iddio è sensitivo, perché in lui son sensi divinali; che i miracoli che si dicono esser fatti da' Santi, non sono veri miracoli»; invocò, per confermare le sue accuse, la testimonianza di padre Ferdinando Ximenes, priore di Santa Maria Novella.

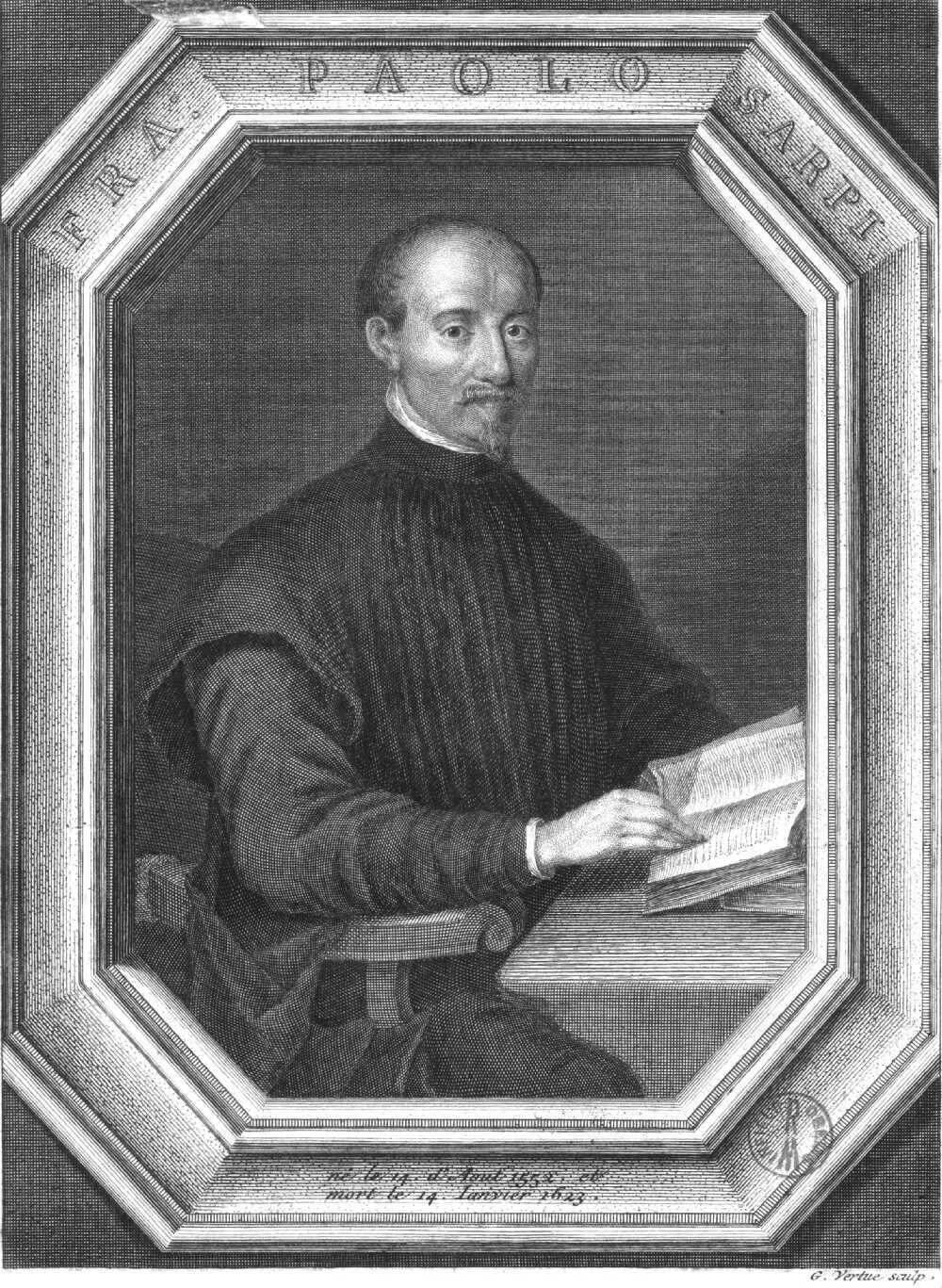
Paolo Sarpi

Il Caccini aggiunse che Galilei e i suoi allievi costituivano un'Accademia, l'Accademia dei Lincei, ed erano in corrispondenza con «altri di Germania» e per quanto Galilei fosse da molti considerato un buon cattolico, da altri «è tenuto per sospetto nelle cose della fede, perché dicono sii molto intimo di quel fra Paolo servita, tanto famoso in Venetia per le sue impietà, et dicono che anco di presente passino lettere tra di loro».
L'insinuazione dei rapporti di Galilei con corrispondenti in Germania, a maggioranza protestante, e con lo scomunicato Paolo Sarpi, tendeva evidentemente a screditare ulteriormente Galilei e a rafforzare la serietà della denuncia, aggravando la sua posizione. Se pure si sostiene che la sola denuncia del Caccini non avrebbe avuto alcuna conseguenza, essa comportò la decisione di Galilei di recarsi a Roma per difendersi personalmente e dimostrò l'esistenza di una lotta intestina tra la fazione dei gesuiti di cui faceva parte il cardinale Bellarmino, favorevoli a una apertura verso la scienza moderna e quella dei domenicani, chiusi a ogni concessione alle richieste di rinnovamento culturale.
Tutti i protagonisti di questa nuova vicenda - dal Caccini al Galilei, dai galileiani ai cardinali Bellarmino, Sfrondati e Taverna - non potevano non aver presente il caso di Giordano Bruno, nel cui processo quei cardinali furono tra i giudici, condannandolo a morte sul rogo pochi anni prima, nel 1600, per aver sostenuto, tra l'altro, l'infinità dello spazio e, diremmo oggi, dei sistemi solari; come ben presente lo teneva il medico e filosofo Giulio Cesare Lagalla, che nel 1612 aveva pubblicato una De phoenomenis in orbe Lunae physica disputatio dove ricordava che poteva esistere ancora
Accogliere le novità galileiane del Sidereus Nuncius voleva dire accogliere le tesi di Democrito e di Bruno sulla pluralità dei mondi, in contrasto con le ragioni di Aristotele e di Tommaso d'Aquino, per il quale
È evidente, che per l'Aquinate il termine Mondo sta a significare l'intera creazione, il "tutto". E se si fa riferimento al "tutto" esso comprende ogni cosa e, dunque, é "uno solo". Per molti altri, invece, Mondo stava a significare o anche oggi significa, una parte specifica del "tutto": un pianeta, una regione dell'universo in cui viviamo, uno dei possibili universi esistenti. Dal contrastante significato della parola Mondo sono sorti e ancora sussistono equivoci che offuscano la comprensione delle dispute dottrinali e scientifiche dell'epoca di Galileo.

### Il caso Foscarini

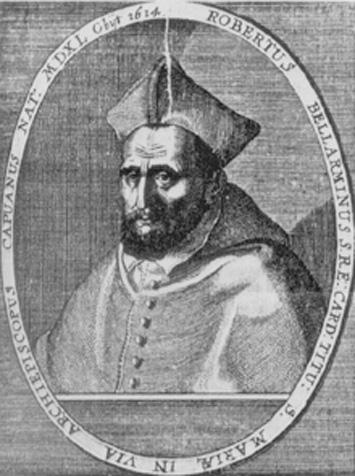
Il cardinale Roberto Bellarmino

Un nuovo caso doveva complicare la posizione di Galilei: il 7 marzo riceveva da Federico Cesi, l'amico fondatore dell'Accademia dei Lincei, una copia della Lettera sopra l'opinione dei Pitagorici e del Copernico del carmelitano calabrese Paolo Antonio Foscarini (1580 - 1616), «opra certo che non poteva venir fuori in miglior tempo, se però l'accrescer rabbia alli avversari non sia per nocere, il che non credo»; ma s'illudeva il Cesi, contando sul fatto che quell'opera voleva accordare le teorie copernicane con le Scritture. Più avvedutamente, un altro amico di Galilei, Giovanni Ciampoli, gli scriveva il 21 marzo che il libro, proprio perché si occupava delle Scritture, «corre gran risico nella prima Congregazione del Santo Offitio, che sarà di qui a un mese, d'esser sospeso» dal momento che il cardinale Francesco Maria Del Monte, amico dei galileiani, gli aveva riferito di un suo colloquio con il Bellarmino in cui questi sosteneva che finché Galilei, trattando del sistema copernicano, non si fosse occupato delle Scritture, che sono materia riservata ai teologi, non ci sarebbe stata nessuna contrarietà, «altrimenti difficilmente si ammetterebbero dichiarationi di Scrittura, benché ingegnose, quando dissentissero tanto dalla comune openione de i Padri della Chiesa».
Il 12 aprile Bellarmino scriveva al Foscarini una lettera rimasta famosa:
Secondo, dico che, come lei sa, il Concilio prohibisce le scritture contra il commune consenso de' Santi Padri; e se la P. V. vorrà leggere non dico solo li Santi Padri, ma li commentarii moderni sopra il Genesi, sopra li Salmi, sopra l'Ecclesiaste, sopra Giosuè, troverà che tutti convengono in esporre ad literam ch'il Sole è nel cielo e gira intorno alla Terra con somma velocità, e che la Terra è lontanissima dal cielo e sta nel centro del mondo, immobile. Consideri hora lei, con la sua prudenza, se la Chiesa possa sopportare che si dia alle Scritture un senso contrario alli Santi Padri et a tutti li espositori greci e latini [...]
Terzo, dico che quando ci fusse vera demostratione che il sole stia nel centro del mondo e la terra nel terzo cielo, e che il sole non circonda la terra, ma la terra circonda il sole allhora bisogneria andar con molta consideratione in esplicare le Scritture che paiono contrarie, e più tosto dire che non l'intendiamo che dire che sia falso quello che si dimostra. Ma io non crederò che ci sia tal dimostratione, fin che non mi sia mostrata: né è l'istesso dimostrare che supposto ch'il sole stia nel centro e la terra nel cielo, si salvino le apparenze, e dimostrare che in verità il sole stia nel centro e la terra nel cielo; perché la prima dimostratione credo che ci possa essere, ma della seconda ho grandissimo dubbio, et in caso di dubbio non si dee lasciare la Scrittura Santa esposta da' Santi Padri»

### Le altre testimonianze
La testimonianza del priore di Santa Maria Novella, Ferdinando Ximenes, citato dal Caccini, resa di fronte all'inquisitore di Firenze Cornelio Priatoni, mentre negava di aver mai sentito dire dai discepoli di Galilei che i miracoli dei Santi «non sono veri miracoli», confermava le altre accuse sul moto della Terra, sul Dio «sensitivo dealiter, che ride, che piange etiam dealiter», aggiungendo che per i galileiani - non Galilei, che egli non conosceva affatto - «Iddio è accidente, et che non datur substantia rerum né quantità continua, ma che ogni cosa è quantità discreta, composta da vacui» e di aver udito «le suddette cose e disputato di esse con il piovano di Castel Fiorentino, chiamato Gioanozzio Attavante fiorentino [...] et li facevo toccar con mano che le cose dette e disputate erano false et eretiche».
Che Galilei avanzasse proposizioni atomistiche - e dunque eretiche - era del resto già noto: Tommaso Campanella gli aveva scritto l'8 marzo 1614 dolendosi che egli «s'era posta a trattar delle cose galleggianti etc., e c'ha scoverto tutto atomi», convinzione ribadita più di vent'anni dopo con l'affermazione che «Galileo in molte cose, massime ne' principii, è con Democrito e dal discorrer c'ha fatto meco a Roma, e da quel che ne scrive nell'opuscolo De natantibus e nel Saggiatore».
Il 14 novembre 1615, interrogato a Firenze, il pievano Giannozzo Attavanti negherà di essere discepolo di Galilei, «bonissimo cattolico», di non aver mai sentito da lui affermazioni contrarie alle Scritture e di aver discusso con lo Ximenes «per modum disputationis», senza attribuire opinioni particolari al Galilei verso il quale non riteneva potessero attribuirsi dubbi di fede, pena un coinvolgimento, morale e politico, della stessa Casa Medici.

### Galilei a Roma

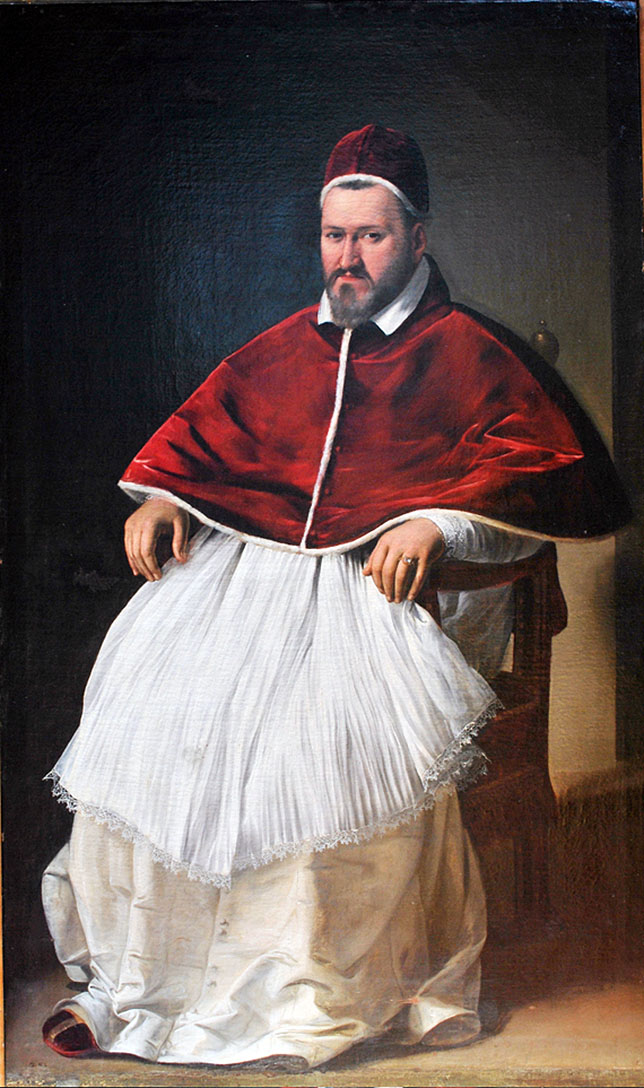
Papa Paolo V

Il 21 novembre i verbali con le dichiarazioni di Ximenes e Attavanti giungevano al Sant'Uffizio e il 5 dicembre Galilei era a Roma, munito di lettere di presentazione di Cosimo II: «Viene a Roma il Galileo matematico et viene spontaneamente per dar conto di sé di alcune imputazioni o più tosto calunnie, che gli sono state apposte da' suoi emuli» scriveva a Scipione Borghese il Granduca, timoroso di vedersi coinvolto nell'affare. Il suo ambasciatore, Piero Guicciardini, ottimo conoscitore dell'ambiente romano, era ben consapevole dei pericoli incombenti sullo scienziato: «questo non è paese da venire a disputare sulla luna, né da volere, nel secolo che corre, sostenere né portarci dottrine nuove».
Galilei viene interrogato per tutto il mese di gennaio 1616 dal Sant'Uffizio; il 24 febbraio 1616, i teologi del Sant'Uffizio esaminano le due fondamentali proposizioni del De Revolutionibus di Copernico, censurandole. La prima, per la quale «Sol est centrum mundi, et omnino immobilis motu locali», viene definita «stolta e assurda in filosofia e formalmente eretica», dal momento che contraddice le Sacre Scritture; la seconda, che la «Terra non est centrum mundi nec immobilis, sed secundum se totam movetur, etiam motu diurno», per i teologi è censurabile in filosofia e almeno erronea nella fede: «hanc propositionem recipere eandem censuram in philosophia; et spectando veritatem theologicam, ad minus esse in fide erroneam».
Il 25 febbraio 1616 il cardinale Millini riferisce alla Congregazione della censura delle due proposizioni; il papa Paolo V ordina al cardinale Bellarmino di ammonire Galileo, in presenza di un Padre commissario, ad abbandonare le due proposizioni e a non insegnarle, difenderle o trattarle, pena il carcere: «non doctrinam et opinionem docere aut defendere, seu de ea tractare; si vero non acquieverit, carceretur».
Il 3 marzo, alla Congregazione del Sant'Uffizio riunita alla presenza di papa Paolo V, il Bellarmino legge la relazione nella quale si dà atto che Galilei, ammonito ad abbandonare la tesi che «sol sit centrum spherarum et immobilis, terra autem mobilis», acconsentì; si stabilisce di sospendere la pubblicazione del De Revolutionibus di Copernico e dell'In Job di Didaco Stunica, finché non saranno da quei libri censurati alcuni passi («suspendendos esse, donec corrigantur»), mentre l'opera del Foscarini è condannata («omnino prohibendum atque damnandum»).
Il 5 marzo la Congregazione dell'Indice pubblica il relativo decreto, dichiarando la teoria copernicana del tutto contraria alle Sacre Scritture («divinae Scripturae omnino adversantem») ma non fa parola dell'eresia della stessa, pur dichiarata «formaliter haereticam», il 24 febbraio, dai teologi del Sant'Uffizio.

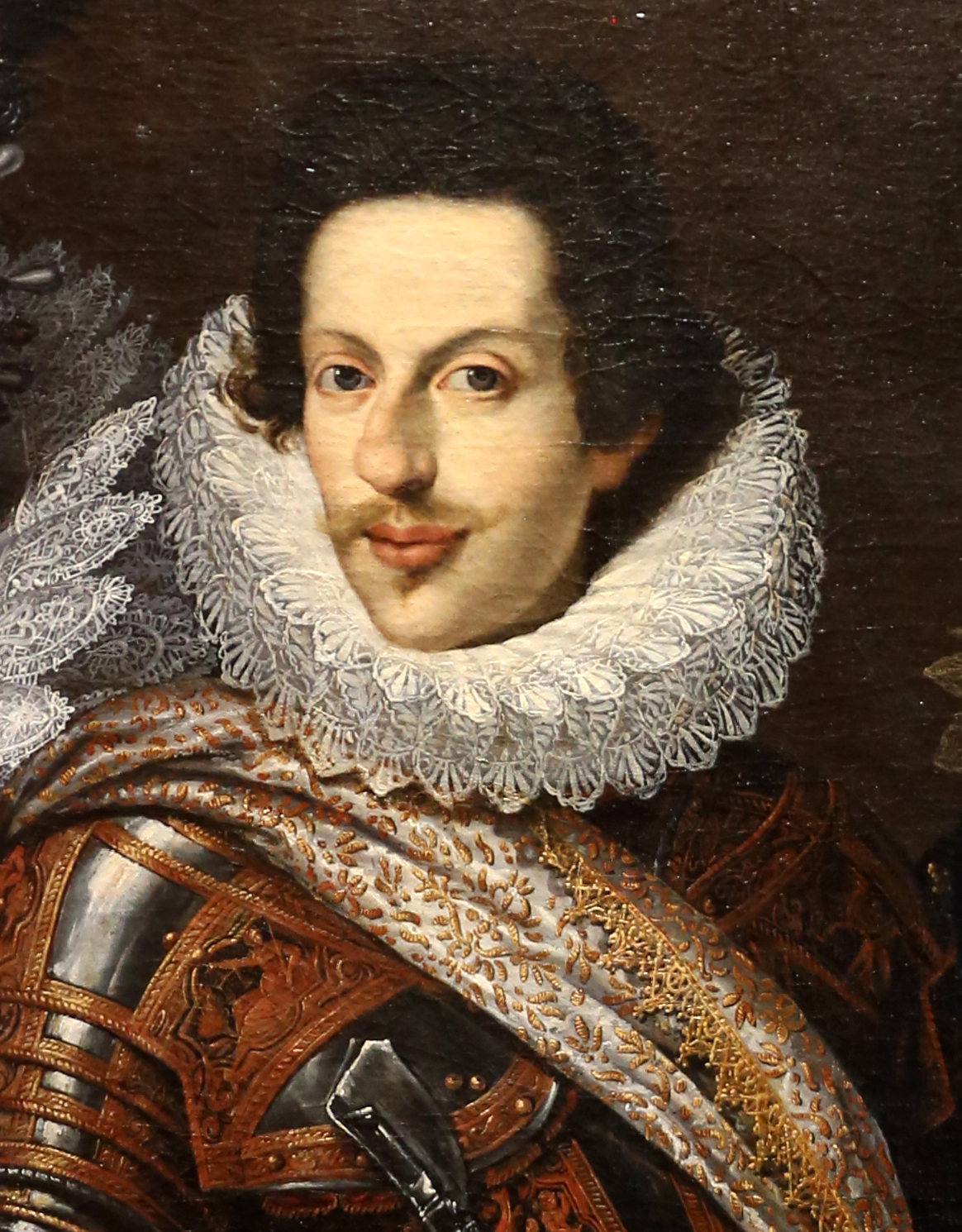
Il granduca Cosimo II de' Medici

Galileo scrive soddisfatto al segretario di Cosimo II, Curzio Picchena, il 6 marzo, che la denuncia del Caccini
Invece l'ambasciatore Guicciardini non lo trovava né flemmatico né temperato, se già il 4 marzo scriveva a Cosimo II che Galilei «s'infuoca nelle sue openioni, ci ha estrema passione dentro, et poca fortezza et prudenza a saperla vincere [...] non scorge et non vede quello bisognerebbe, sì che, come ha fatto sin a hora, ci resterà dentro ingannato, et porterà sé in pericolo», e il 13 maggio al Picchena, che Galilei, ancora a Roma, «ha un umore fisso di scaponire i frati et combattere con chi egli non può se non perdere [...] lo stare absente da questo paese li sarebbe di gran benefizio et servizio».
Si erano presto diffuse voci sull'ammonizione del Bellarmino al Galilei, che fu interpretata come una vera e propria abiura; il cardinale di Pisa, Francesco Bonciani, informava infatti Benedetto Castelli che Galilei «ha abiurato segretamente in mano dell'Ill.mo Bellarmino» e Matteo Caccini scriverà l'11 giugno al fratello Alessandro che nella Congregazione del Sant'Uffizio che «il Sig.r Galilei fece l'abiuratione».
Galilei, prima di ritornare finalmente a Firenze, otteneva, su sua richiesta, il 26 maggio 1616, una dichiarazione autografa del Bellarmino così concepita:

### La polemica con Francesco Ingoli e Orazio Grassi
Già prima del decreto della Congregazione dell'Indice, presente Galilei a Roma, era uscita la Disputatio de situ et quietae Terrae del teologo ravennate Francesco Ingoli (1578 - 1649), un attacco al copernicanesimo galileiano sul terreno scientifico, nella quale si elencavano le difficoltà e i paradossi astronomici che quella teoria produceva, appoggiandosi alla teoria geocentrica di Tycho Brahe.

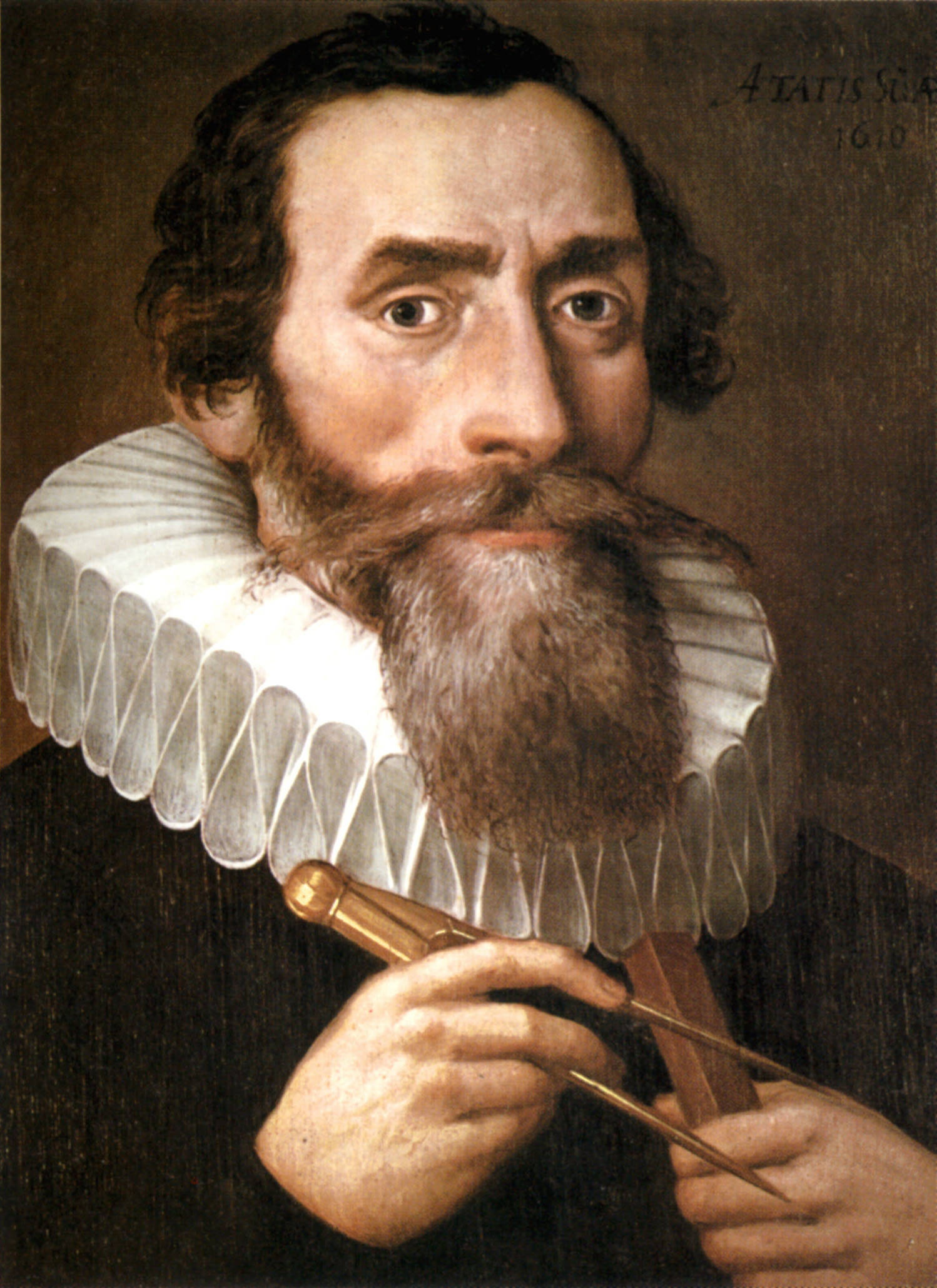
Keplero

Si ritiene che la Disputatio sia stata scritta su esplicita richiesta del Sant'Uffizio e che sia stata tenuta presente nella decisione dei teologi di condannare il De revolutionibus di Copernico. Del resto, l'Ingoli - già precettore del futuro cardinale Ludovico Ludovisi, nipote di papa Gregorio XV, poi al servizio dei cardinali Bonifacio Caetani e Orazio Lancellotti, membro del Sant'Uffizio - aveva già scritto un De stella anni 1604 e un De cometa anni 1607 ed era stato un disputatore assiduo nelle riunioni in casa di Federico Cesi, il fondatore dell'Accademia dei Lincei.
Il 29 giugno 1614 sollecitava al suo protettore, il cardinale Caetani, la nomina di consultore della Congregazione dell'Indice, nomina che «per la varietà de' studij da me fatti sarebbe questa cosa molto proportionata, e che potrei far honor a V. S. Ill.ma et a me medesimo» e fece dopo il decreto del 5 marzo 1616 una rapidissima carriera: il 10 marzo 1616 otteneva la desiderata nomina di consultore della Congregazione dell'Indice, il 2 aprile 1618 presentò le sue proposte di emendazione del libro di Copernico le quali, avute l'approvazione dei matematici gesuiti Christoph Grienberger e Orazio Grassi (1583 - 1654), furono pubblicate finalmente a Roma il 20 maggio 1620.
In esse, l'Ingoli si pose il problema di conciliare l'utilità (pro utilitate Reipublicae Christianae) del testo copernicano con il suo palese contrasto con le Scritture; per evitarne la distruzione occorre leggerlo come se sia unicamente un'ipotesi astronomica, anche se in sé non lo è (si loca Copernici de motu Terrae non hypothetica, fiant hypothetica).
Il 13 ottobre 1618 presentava le sue Replicationes alle contestazioni di Keplero alla sua Disputatio; il 21 febbraio 1619 concludeva il De cometa anni 1618 tractatus e il successivo 28 febbraio presentava una relazione critica sull'Epitome astronomiae Copernicanae di Keplero, in seguito alla quale la Congregazione dell'Indice proibiva il libro dell'astronomo tedesco; nel 1622 fu nominato primo segretario della neo-costituita Congregazione della Propaganda Fide.
Galilei, data la situazione di estrema delicatezza in cui si era venuto a trovare, non risponderà alla Disputatio dell'Ingoli, se non nel 1624; come non risponderà direttamente - lasciando l'onere al discepolo Mario Guiducci, ma certo intervenendo nella stesura - alla Disputatio astronomica de tribus cometis anni MDCXVIII - pubblicata nel marzo 1619 a seguito della comparsa, alla fine del novembre 1618, di una grande cometa oggi denominata dagli astronomi 1618 II, preceduta da altre due comete, meno visibili - del gesuita, matematico e architetto Orazio Grassi che, anch'egli sulla base del modello geocentrico di Tycho Brahe, e in effetti abbandonando ormai il vecchio modello tolemaico, di cui comprendeva l'inadeguatezza, rilevava la difficoltà del modello eliocentrico copernicano di giustificare il moto delle comete.
Galilei e il Guiducci, con il Discorso sulla cometa del giugno 1619, non si avvalgono della teoria copernicana ma contestano la teoria ticoniana del Grassi utilizzando, ironicamente, teorie aristoteliche: le comete potrebbero non essere fenomeni reali ma semplicemente dei vapori saliti dalla Terra fino al cielo della Luna o anche essere dei riflessi di luce solare.
Ma il Grassi pubblicò ancora pochi mesi dopo una Libra astronomica ac philosophica - la libra è la bilancia - a cui Galileo replicherà nel 1623 con il suo Il Saggiatore - una bilancia più sensibile - ove il libro del Grassi viene integralmente riprodotto; è il testo con il quale Galilei si ripresenta sulla scena scientifica, dopo l'ammonizione del 1616 di non professare né divulgare la teoria copernicana.

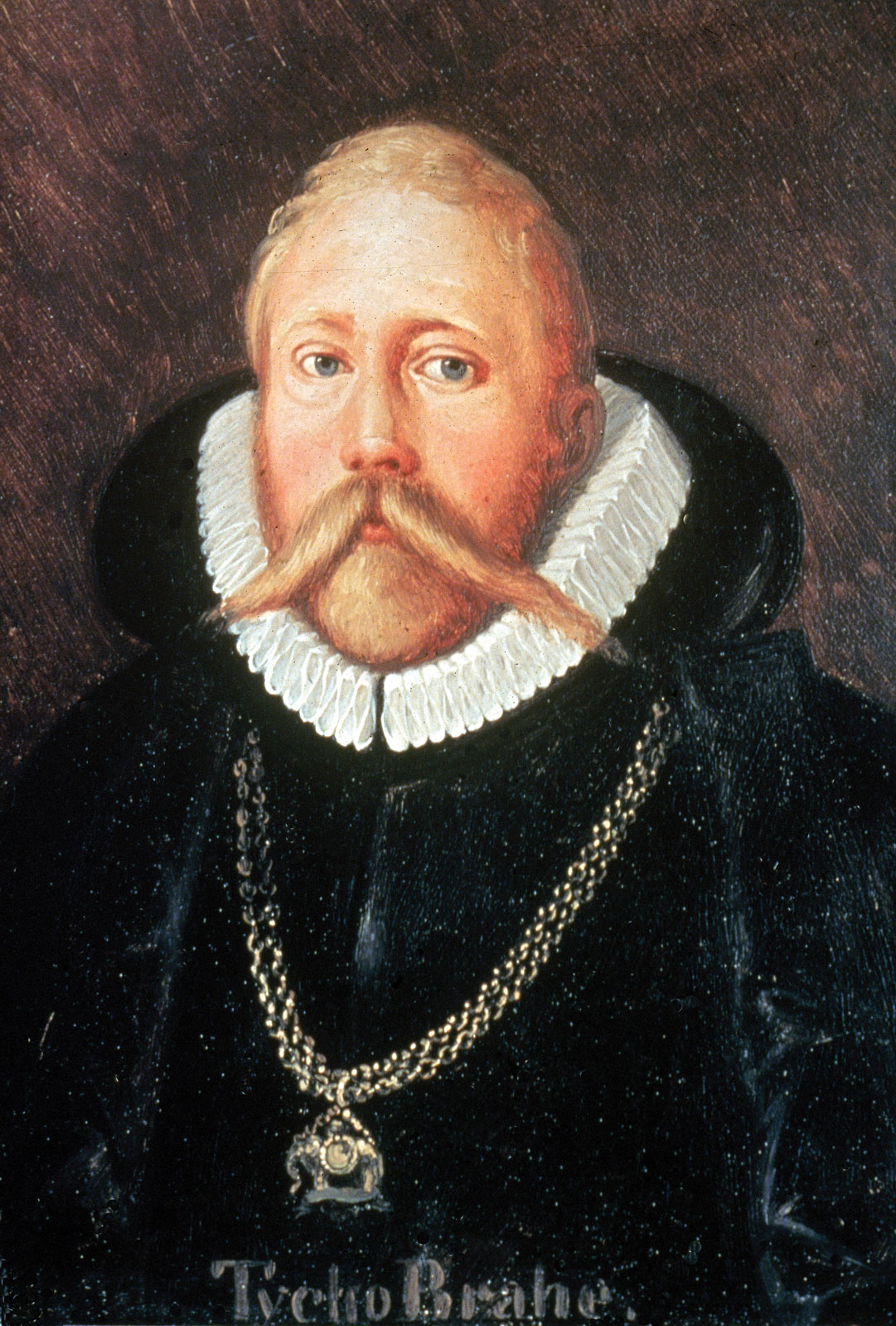
Tycho Brahe

Dedicato al neo-papa Urbano VIII, Maffeo Barberini, del quale Galilei riteneva di potersi considerare amico, essendo stato da lui difeso in occasione delle polemiche suscitate dall'uscita del suo De natantibus, ne Il Saggiatore lo scienziato sostiene che non è con l'autorità di scrittori, ma è con la conoscenza dello strumento matematico che si possono interpretare i fenomeni della natura:
Se poi si insiste a dire che:
Urbano VIII si mostrò favorevolmente impressionato da Il Saggiatore, tanto da ricevere più volte Galilei nel 1624, incoraggiandolo a un'opera che mettesse a confronto le diverse teorie astronomiche - compresa quella copernicana - purché la presentasse solo come modello matematico, e non una reale rappresentazione naturale, e non si occupasse del fenomeno delle maree, che il Galileo considerava prova importante della realtà del sistema eliocentrico. Come Galileo scrisse l'8 giugno 1624 a Federico Cesi, il cardinale Hohenzollern aveva parlato della teoria copernicana con il papa che gli aveva risposto «come gli eretici son tutti della sua opinione e l'hanno per certissima e che perciò è da andar molto circospetto nel venire a determinazione alcuna». In ogni caso, la Chiesa non «l'aveva dannata né era per dannarla per eretica, ma solo per temeraria». Così incoraggiato, Galilei si dedicò a quella che doveva essere la sua opera più famosa, il Dialogo sopra i due massimi sistemi del mondo, i sistemi tolemaico e copernicano.
Si sente anche autorizzato a rispondere finalmente alla Disputatio dell'Ingoli, non già per «sostener per vera quella posizione che già è stata dichiarata per sospetta e ripugnante a quella dottrina la quale di maestà e d'autorità è superiore alle naturali e astronomiche discipline», ma per dimostrare che le argomentazioni del suo contraddittore «sono insussistenti, onde il decreto del Sant'Uffizio andrà accettato solo per disciplina religiosa e non per altro motivo». E aggiungeva che

### IlDialogo sopra i due massimi sistemi del mondo
Scritto dal 1624 al 1630, l'autorizzazione alla pubblicazione del Dialogo fu concessa dall'inquisitore di Firenze Clemente Egidi il 24 maggio 1631 su licenza del Maestro del Sacro Palazzo a Roma, Niccolò Riccardi, dopo la revisione del manoscritto operata dal consultore dell'Inquisizione, il domenicano Giacinto Stefani, con la nota condizione di presentare la teoria copernicana solo ex suppositione, venendo finalmente pubblicato il 21 febbraio 1632.
Numerose sono le dimostrazioni dell'insufficienza della vecchia fisica; per gli aristotelici e anticopernicani, per esempio, se la Terra si muove, una pietra che cada dall'albero di una nave in movimento, deve cadere più indietro rispetto al piede dell'albero perché durante la caduta la nave si è spostata. Invece, secondo il principio di relatività di Galileo - esposto nel Dialogo dal copernicano Salviati - la pietra ha due moti, quello della nave e quello di caduta: cadendo mantiene la velocità della nave componendola col moto di caduta, cadendo sempre nello stesso punto, qualunque sia la velocità della nave, stia essa ferma o si muova a qualunque velocità. Che dunque la Terra si muova o stia ferma, la pietra cadrà sempre perpendicolarmente e la famosa prova dell'impossibilità del moto terrestre è nulla.

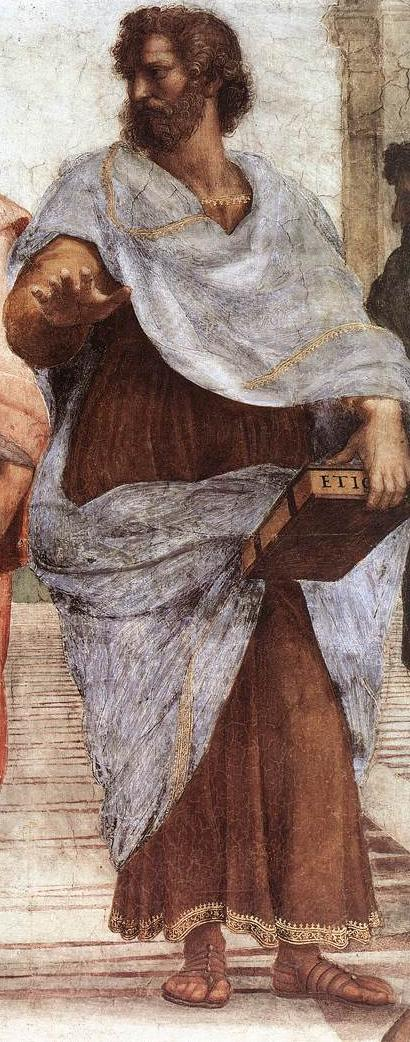
Aristotele nell'affresco di Raffaello delle Stanze vaticane

Ma Galilei, se disprezza gli aristotelici, ha molta considerazione di Aristotele, che teorizzava secondo l'esperienza di cui disponeva al suo tempo:
Galilei ribadisce che la matematica, verità assoluta e dunque necessaria, è il mezzo con il quale Dio, che è assoluta razionalità, ha creato l'universo. La razionalità della natura è dunque comprensibile grazie all'utilizzo del mezzo matematico: è impossibile che Dio abbia operato fuori della ragione. Naturalmente, esistono diversi sistemi razionali possibili ma, essendo tutti razionali, tutti egualmente decifrabili: Dio «poteva far volare gli uccelli con le ossa d'oro massiccio, con le vene piene d'argento vivo, con la cerne grave più del piombo e con ale piccolissime e gravi e così avrebbe mostrato la sua potenza» ma noi «non consideriamo quello che poteva fare ma quello che ha fatto».
Il cardinale Agostino Oreggi, nel suo De Deo uno, nel 1629, riferì che Urbano VIII, rispondendo a Galilei, che in uno dei loro numerosi incontri gli aveva presentato la sua teoria delle maree come prova del movimento della Terra, espresse l'opinione che la divina "infinita sapienza e potenza" avrebbe potuto causare le maree in molti modi diversi tra loro e non si poteva essere certi che la teoria proposta da Salviati fosse l'unica vera. Quindi, il progetto della creazione divina non era ricostruibile in modo certo, perché non comprensibile dalla limitata ragione umana.
È il concetto che alla fine del libro Galilei mette in bocca proprio all'aristotelico Simplicio, strapazzato in tutto il Dialogo dagli altri due protagonisti, Sagredo e Salviati:
E il Salviati:
La "persona dottissima e reverendissima" della prima citazione è un chiaro riferimento a Urbano VIII, il quale viene fatto oggetto di una pesante ironia all'inizio della seconda, in quanto la sua opinione sulla questione delle maree, dopo essere stata confutata e persino sbeffeggiata, viene definita una "mirabile e veramente angelica dottrina".
Se a ciò si aggiunge il maldestro tentativo di Galileo, alla fine del Dialogo, di attenuare l'impatto dell'opera sulle autorità preposte al vaglio della pubblicazione, affermando che agli uomini si "concede di disputare intorno alla costituzione del mondo", a patto di non "ritrovare l'opera fabbricata" da Dio, si può capire il successivo estremo disappunto del Papa Urbano.

## Successo delDialogo
Il successo del Dialogo appare immediato: il biografo del Sarpi, fra Fulgenzio Micanzio, scrive a Galilei da Venezia il 15 maggio 1632 che «in una mole di affari noiosi ho rubato l'ore per divorarmelo, com'ho fatto, con deliberazione di andarmelo digerendo e ruminando come la più singolar pietra che delle cose naturali sia ancor comparsa [...] non adulo, ma di cuore le dico: Non est factum tale opus in universa terra».
Il vescovo di Pistoia Alessandro Caccia gli scrive il 26 maggio che «non mi potetti contenere di non iscorrere avidamente a una a una tutte le postille, con qualche parte del testo; dove appariscono speculate nuove e gentili osservazioni, da lei ridotte a tanta facilità [... ] Me ne rallegro infinitamente».
Tommaso Campanella gli scrive da Roma il 5 agosto che il personaggio Simplicio «par il trastullo di questa commedia filosofica, ch'insieme mostra la sciocchezza della sua setta, il parlare, l'instabilità e l'ostinazione [...] vedo quanto è più forzoso [convincente] il suo argomentare di quel di Copernico». Ma comprende già i problemi che Galileo sta per avere, dove scrive che «Si dolerà grandemente Apelle [ l'astronomo gesuita Christoph Scheiner ] [...] io difendo contra tutti come questo libro è in favor del decreto contra motum Telluris, ecc., perché qualche litteratello non perturbasse il corso di questa dottrina [...] Queste novità di verità antiche, di novi mondi, nove stelle, novi sistemi, nove nazioni ecc, son principio di secol novo».

## Il processo

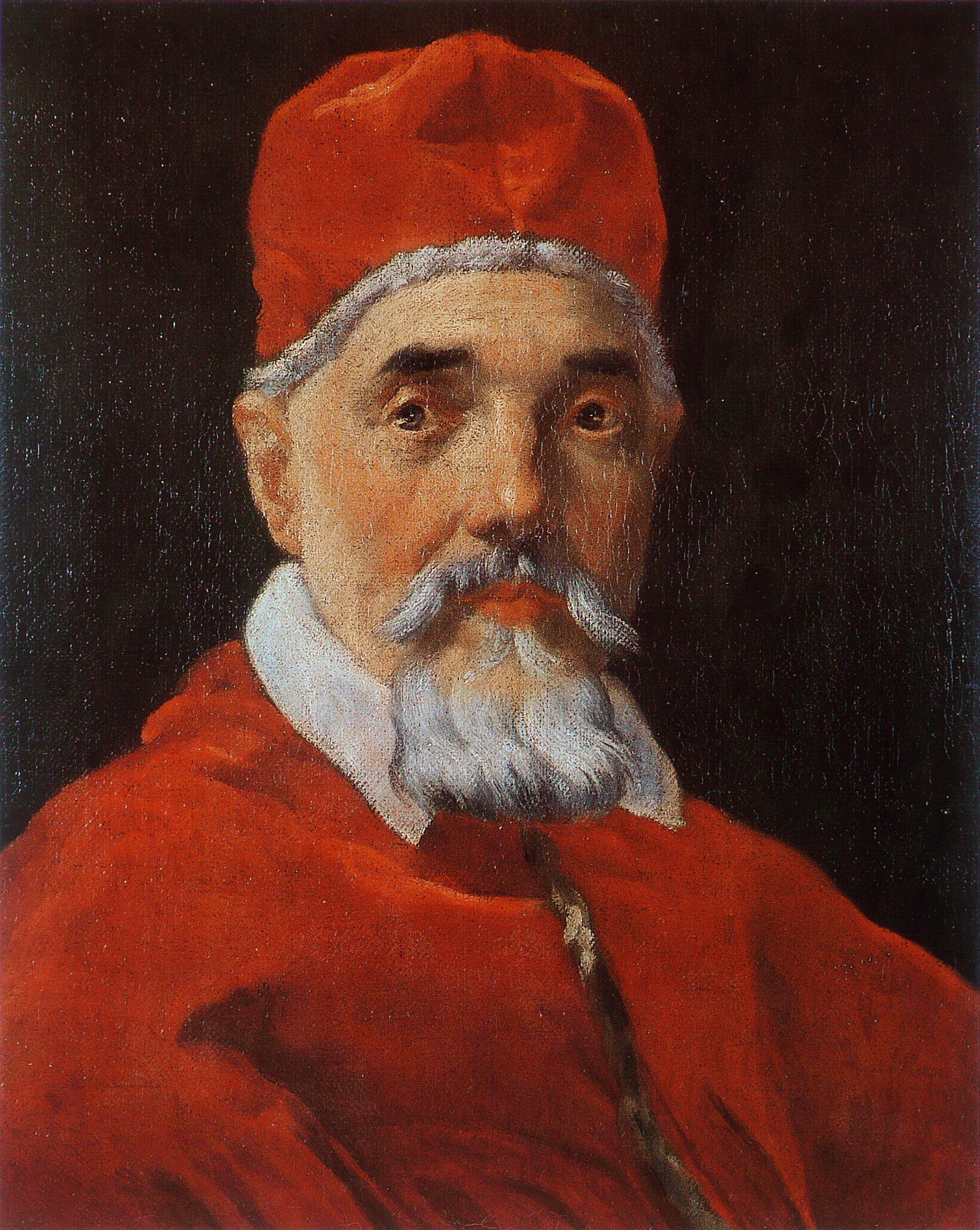
Urbano VIII ritratto dal Bernini

Le reazioni in Roma, all'uscita del libro, non si fanno attendere: già il Maestro del Sacro Palazzo Nicola Riccardi, aveva scritto il 25 luglio all'inquisitore di Firenze, Clemente Egidi, che il papa vorrebbe impedire la diffusione del libro, che deve essere corretto; gli scrive ancora, il 7 agosto, di contarne le copie già uscite per ritirarle, ma si premura che l'Egidi consoli «l'autore, che stia di buon animo». Le voci di una prossima proibizione si diffondono e allarmano l'ambasciatore fiorentino Francesco Niccolini, che scrive l'11 settembre al segretario del granduca Ferdinando II, Andrea Cioli, che il papa
Le accuse, riportate senza data nell'Archivio vaticano, sono:
2. Aver posto la prefazione con carattere distinto, e resala inutile come alienata dal corpo dell'opera, et aver posto la medicina del fine in bocca di un sciocco, et in parte che né anche si trova se non con difficoltà, approvata poi dall'altro interlocutore freddamente, e con accennar solamente e non distinguer il bene che mostra dire di mala voglia.
3. Mancarsi nell'opera molte volte e recedere dall'hipotesi, o asserendo assolutamente la mobilità della terra e stabilità del sole, o qualificando gli argomenti su che la fonda per dimostrativi e necessarii, o trattando la parte negativa per impossibile.
4. Tratta la cosa come non decisa, e come che si aspetti e non si presupponga la definizione.
5. Lo strapazzo de gl'autori contrarii e di chi più si serve Santa Chiesa.
6. Asserirsi e dichiararsi male qualche uguaglianza, nel comprendere le cose geometriche, tra l'intelletto umano e divino.
7. Dar per argomento di verità che passino i tolemaici ai copernicani, e non e contra.
8. Aver mal ridotto l'esistente flusso e reflusso del mare nella stabilità del sole e mobilità della terra, non esistenti. Tutte le quali cose si potrebbono emendare, se si giudicasse esser qualche utilità nel libro, del quale gli si dovesse far questa grazia.»
Studi recenti concludono che fra gli atti considerati nel "processo preparatorio" dell'estate 1632, e/o nel processo del 1633, vi era probabilmente anche il Tractatus syllepticus di Melchior Inchofer, che considerava Galileo eliocentrista.

### Presunte pressioni politiche

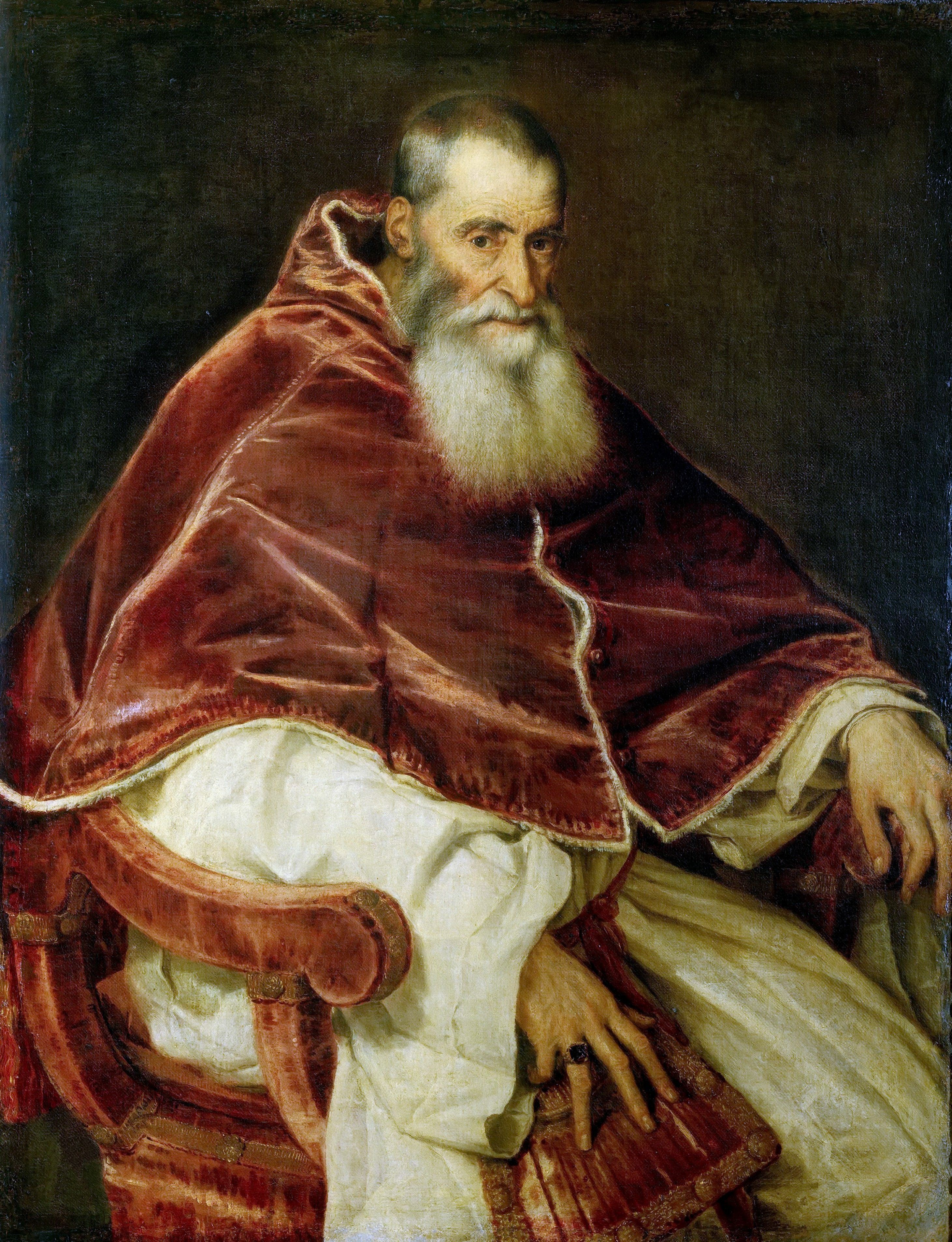
Ritratto di Paolo III, Tiziano (1543)

La responsabilità della concessione dell'imprimatur e di una mancata vigilanza sul testo del libro era evidentemente dei censori ecclesiastici, ma sembra che Urbano VIII, oltre a risentimenti personali, fosse premuto dai gesuiti e da problemi di Stato; eletto dai cardinali filofrancesi, la sua politica estera era filofrancese, antimperiale e antispagnola; la Spagna, attraverso l'ambasciatore cardinale Gaspare Borgia, aveva apertamente denunciato, in occasione del concistoro tenuto nel marzo del 1632, che egli fosse lassista nei confronti delle correnti eretiche.
Urbano VIII ritenne di dover rispondere a queste accuse e di cercare un maggiore equilibrio politico. Il 5 settembre si mostrò durissimo nei confronti dell'ambasciatore fiorentino Niccolini:

### Citazione di comparizione
Il 28 settembre 1632 il Sant'Uffizio emette la citazione di comparizione di Galileo a Roma:
Il Commissario generale del Sant'Uffizio è il domenicano Vincenzo Maculani, futuro cardinale, «persona di molto garbo e mio particolar amorevole» – scrive Benedetto Castelli a Galilei il 2 ottobre – al quale si era rivolto per dirgli che era scritto in Sant'Agostino
Diversi furono i suoi tentativi di evitare di presentarsi a Roma: il 1º gennaio 1633 il cardinale Antonio Barberini scriveva all'inquisitore fiorentino Clemente Egidi che il Sant'Uffizio non voleva «tolerare queste fintioni, né dissimular la sua venuta qui», minacciando di «pigliarlo et condurlo alle carceri di questo supremo Tribunale, legato anche con ferri». Privo della protezione del Granduca di Toscana, che non intese mettersi in urto con la Chiesa, il 20 gennaio 1633 parte per Roma in lettiga e vi arriva il 13 febbraio 1633.

### Il primo interrogatorio

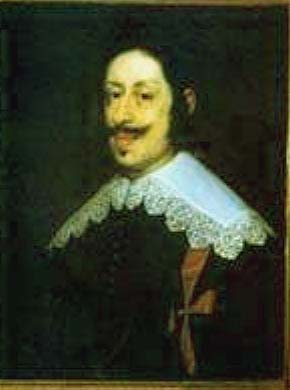
Il granduca Ferdinando II de' Medici

Arrivato a Roma è ospite a Villa Medici dell'ambasciatore Niccolini, che venne a sapere dal Papa stesso che Galileo, «se bene si dichiara di voler trattare ipoteticamente del moto della terra, nondimeno, in riferirne gli argumenti, ne parlava e ne discorreva poi assertivamente e concludentemente; e ch'anche aveva contravenuto all'ordine datoli del 1616 dal S.r Card. Bellarmino». Per due mesi non ha notizie dagli inquisitori e in quelle more l'ambasciatore ottiene che Galileo, sofferente di artrite, possa, anche durante il processo, rimanere presso l'ambasciata toscana: gli viene concesso, con l'eccezione del periodo tra il 12 e il 30 aprile, tra il primo e il secondo interrogatorio, in cui viene trattenuto in prigionia nelle camere del giudice nel Palazzo del Sant'Uffizio.
Per la prima volta si viene a conoscenza di un ordine (o precetto) che il Bellarmino avrebbe intimato a Galileo nel 1616. Galileo non sembrò preoccupato anzi, come scrisse a Geri Bocchineri il 5 marzo, aveva la convinzione che «le imputazioni andarsi diminuendo, e alcune anco esser del tutto svanite per la troppo evidente loro vanità; il che si può credere che arrechi alleggerimento all'altre che sussistono ancora in piede, onde spero che queste ancora siano per terminarsi nel medesimo modo». L'ambasciatore era di avviso contrario ed esortava Galileo a non commettere l'errore di difendere davanti al Tribunale le sue opinioni copernicane, «a fine di finirla più presto».
Il 12 aprile si presenta per la prima volta davanti all'inquisitore Vincenzo Maculani, assistito dal procuratore Carlo Sincero. L'inquisitore, anziché notificargli le accuse, gli chiede, in latino, se egli sappia o immagini il motivo per cui gli fu ingiunto di venire a Roma («An sciat vel imaginetur causam ob quam sibi iniunctum fuit ut ad Urbem accederet»). Il motivo riguarda naturalmente l'ultimo libro del Dialogo che gli viene mostrato e gli si chiede se lo riconosca; subito dopo, gli viene chiesto se sia stato a Roma nel 1616 e perché.
Galileo, che risponde sempre in italiano, dice che
A domande, precisa che la decisione della Congregazione gli fu notificata dal Bellarmino, il quale
Del mese di Febraro 1616, il S.r Card.le Belarmino mi disse che, per esser l'opinione del Copernico assolutamente presa, contrariante alle Scritture Sacre, non si poteva né tenere né difendere [...] ma che ex suppositione si poteva pigliar e servirsene. In conformità di che tengo una fede dell'istesso S.r Card.le Belarmino, fatta del mese di Maggio a' 26, del 1616»
E Galileo consegna la copia della lettera, dichiarando di conservare l'originale in casa. Alla domanda dell'inquisitore, se gli fu fatto su questa materia un precetto - cioè un ordine che, se violato, avrebbe comportato una pena - risponde che:

### Il precetto
Alla domanda se gli fu notificato un precetto («si sibi legantur ea quae sibi tunc et intimata cum praecepto fuerunt») dichiara di non ricordare che gli fosse detto altro. A questo punto l'inquisitore chiede se vi fossero stati testimoni presenti al momento della notifica del «precetto» e gli viene letto un precetto, datato 26 febbraio 1616:
«In palatio solitae habitationis dicti Ill.mi D. Card.lis Bellarminii et in mansionibus Dominationis Suae Ill.mae, idem Ill.mus D. Card.lis, vocato supradicto Galileo, ipsoque coram D. sua Ill.ma existente, in praesentia admodum R. P. Fratris Michaelis Angeli Seghitii de Lauda, ordinis Praedicatorum, Commissarii generalis S.ti Officii, praedictum Galileum monuit de errore supradictae opinionis et ut illam deserat; et successive ac incontinenti, in mei etc. et testium etc., praesente etiam adhuc eodem Ill.mo D.Card.li supradictus P. Commissarius praedicto Galileo adhuc ibidem praesenti et constituto praecepit et ordinavit S.mi D. N. Papae et totius Congregationis S.ti Officii, ut supradictam opinionem, quod sol sit centrum mundi et immobilis et terra moveatur, omnino relinquat, nec eam de caetero, quovis modo, teneat, doceat aut defendat» (abbandoni del tutto, né del resto in qualunque modo la sostenga, l'insegni o la difenda), «verbo aut scriptis; alias, cantra ipsum procedetur in S.to Officio. Cui praecepto idem Galileus acquievit et parere promisit».
«Actum Romae ubi supra, praesentibus ibidem R.do Badino Nores de Nicosia in regno Cypri, et Augustino Mongardo de loco Abbatiae Rosae, dioc. Politianensis, familiaribus dicti Ill.mi D. Cardinalis, testibus».

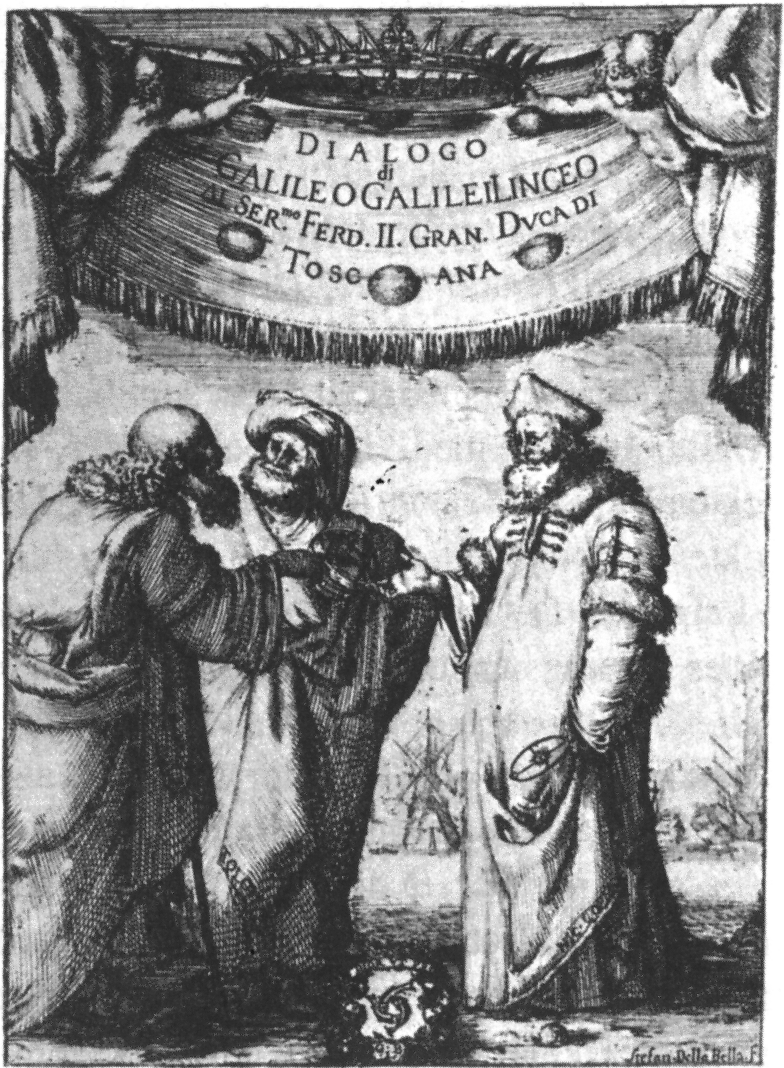
Il Dialogo sopra i due Massimi Sistemi

Risponde Galileo di non ricordare che nella dichiarazione del Bellarmino vi fossero le parole quovis modo (in qualsiasi modo) e nec docere (non insegnare). Galileo, rispondendo di non ricordare, commise anche l'errore di menzionare la parola precetto, sostenendo di «non aver in modo alcuno contravenuto a quel precetto». L'inquisitore, verbalizzando, diede per avvenuta l'intimazione del presunto precetto. Dopo aver risposto sulle vicende dell'imprimatur al suo Dialogo, sostiene di non avervi «né tenuta né diffesa l'opinione della mobilità della Terra e della stabilità del Sole; anzi nel detto libro io mostro il contrario di detta opinione del Copernico, e che le ragioni di esso Copernico sono invalide e non concludenti». Con questa disperata difesa si chiude il primo interrogatorio.
I documenti ufficiali venivano sempre scritti sulla prima pagina, ossia sul recto di ogni foglio, lasciando in bianco il verso dello stesso foglio per evitare probabilmente che l'inchiostro, che eventualmente trapassasse la pagina, danneggiasse uno scritto importante nella pagina successiva; tutte le pagine sono numerate e in ordine cronologico e nel verso di un foglio figurano a volte note o copie di ordinanze, ma mai un documento ufficiale, che inizia sempre e solo nel recto di ogni foglio, proseguendo nel recto del foglio successivo, con una sola eccezione: il «precetto» a Galileo, che non risulta peraltro né timbrato, né firmato da Galileo, né dal notificante né da alcun testimone.
Questo precetto fondamentale - ingiunzione al rispetto di un ordine la cui violazione avrebbe comportato una pena immediata - nel registro del dossier Galileo è annotato su uno spazio trovato casualmente disponibile, ossia nel verso di due fogli relativi ad altri due documenti: in questo modo ha tutta l'apparenza di una trascrizione di un documento di cui, se mai esistette, non c'è più traccia, seppure non si tratti di un falso.
Non ve n'è traccia, né nel verbale successivo della Congregazione del Sant'Uffizio, del 3 marzo 1616, che cita solo un'ammonizione fatta a Galileo dal Bellarmino nella sua casa - ossia un avvertimento che non ha nulla a che fare con un precetto - alla quale Galileo aveva subito acconsentito, né nella nota lettera del Bellarmino a Galileo del 26 maggio successivo. Nessun protagonista di quell'anno è ancora in vita a rendere testimonianza di quei fatti e gli attuali inquisitori considerano quell'ammonizione un'autentica ingiunzione; quel testo scritto, che essi leggono a Galileo, a lui risulta non corrispondere esattamente all'ammonizione verbale che il Bellarmino gli fece nell'ormai lontano 26 febbraio 1616.

### Altri interrogatori
È nuovamente interrogato il 30 aprile; dice di aver riletto il suo Dialogo e ammette che il libro gli apparve

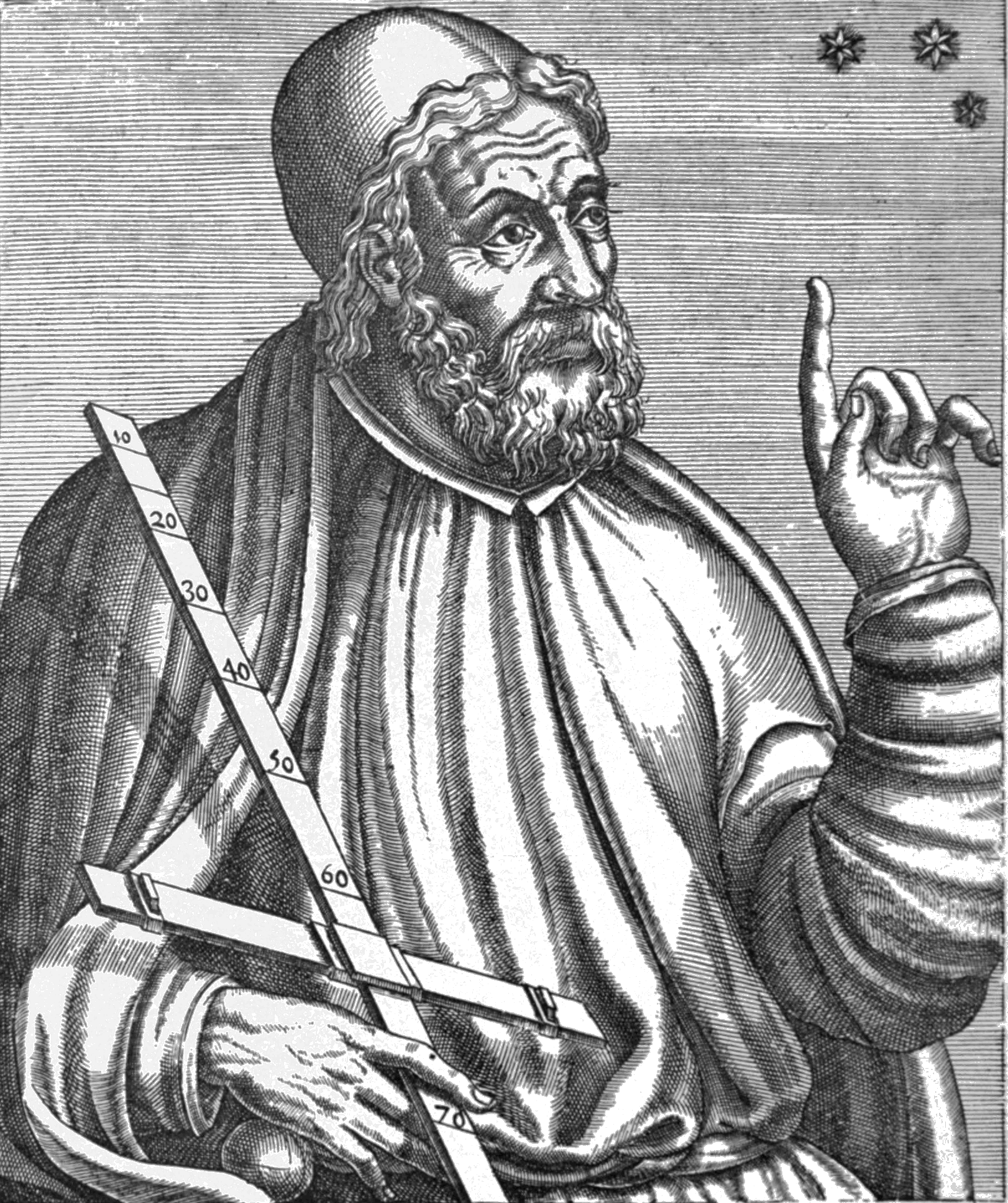
Claudio Tolomeo

Firma il verbale e viene allontanato ma poco dopo chiede di ritornare dinnanzi all'inquisitore a ribadire ancora di non aver mai sostenuto «la dannata opinione della mobilità della terra» e di esser pronto a riscrivere un prossimo libro per dimostrare che egli considera la teoria di Copernico «falsa e dannata e confutargli in quel più efficace modo che da Dio mi sarà somministrato».
La piena sottomissione e la cattiva salute dello scienziato gli fecero ottenere il permesso di lasciare il palazzo dell'Inquisizione e di tornare nell'ambasciata fiorentina. Il 10 maggio è nuovamente interrogato: Galileo rilascia all'inquisitore l'originale della lettera del 26 maggio 1616 sottoscrittagli dal Bellarmino, rilevando che il contenuto di quella lettera corrispondeva esattamente al decreto del 5 marzo 1616 della Congregazione dell'Indice, a parte le parole quovis modo docere contenute soltanto nel presunto "precetto" lettogli nell'interrogatorio, che gli sono giunte «novissime e come inaudite». È chiaro che se Galileo non poteva in nessun modo insegnare la dottrina copernicana, anche solo riportarla a modo di discussione, come fece nel Dialogo, costituiva già una violazione del precetto.
In una riunione riservata tenuta il 16 giugno dagli inquisitori in presenza del papa, si decide di utilizzare anche la tortura pur di far confessare Galileo; in ogni caso viene deciso che il suo Dialogo sarà proibito.
Il 21 giugno si tiene l'ultimo interrogatorio: Galileo dichiara preliminarmente di non aver nulla da dire; richiesto se sostenesse o avesse sostenuto la dottrina eliocentrica, risponde che:
Nel Dialogo:
Naturalmente Galileo mente e del resto l'inquisitore non gli crede e vuole un'esplicita confessione che Galileo sia copernicano, e «nisi se resolvat fateri veritatem, devenietur contra ipsum ad remedia iuris et facti opportuna»; Galileo nega ancora di essere copernicano e «del resto son qua nelle loro mani, faccino quello gli piace». L'inquisitore lo minaccia di tortura: «quod dicat veritatem, alias deveniutur ad torturam»; risponde Galileo: «Io son qua per far l'obedienza; e non ho tenuta questa opinione dopo la determinazione fatta, come ho detto».
«Et cum nihil aliud posset haberi in executionem decreti, habita eius subscriptione, remissus fuit ad locum suum».

### La condanna
Il giorno dopo, nella Sala capitolare del convento domenicano adiacente alla chiesa di Santa Maria sopra Minerva, viene letta in italiano, a un Galileo inginocchiato, la sentenza sottoscritta da sette inquisitori su dieci:
Che il Sole sia centro del mondo e imobile di moto locale, è proposizione assurda e falsa in filosofia, e formalmente eretica, per essere espressamente contraria alla Sacra Scrittura;
Che la Terra non sia centro del mondo né imobile, ma che si muova eziandio di moto diurno, è parimente proposizione assurda e falsa nella filosofia, e considerata in teologia ad minus erronea in Fide.
Ma volendosi per allora procedere teco con benignità, fu decretato dalla Sacra Congre.ne tenuta avanti N.S. a' 25 di Febr.o 1616, che l'Emin.mo S. Card. Bellarmino ti ordinasse che tu dovessi omninamente lasciar detta opinione falsa, e ricusando tu di ciò fare, che dal Comissario di S. Off.io ti dovesse esser fatto precetto di lasciar la detta dotrina, e che non potessi insegnarla ad altri, né difenderla né trattarne, al qual precetto non acquietandoti, dovessi esser carcerato; e in essecuzione dell'istesso decreto, il giorno seguente, nel palazzo e alla presenza del sodetto Eminen.mo S.r Card.le Bellarmino, dopo esser stato dall'istesso S.r Card.le benignamente avvisato e amonito, ti fu dal P. Comissario del S. Off.o di quel tempo fatto precetto, con notaro e testimoni, che omninamente dovessi lasciar la detta falsa opinione, e che nell'avvenire tu non la potessi tenere né difendere né insegnar in qualsivoglia modo, né in voce né in scritto: e avendo tu promesso d'obedire, fosti licenziato.
E acciò che si togliesse così perniciosa dottrina, e non andasse più oltre serpendo in grave pregiudizio della Cattolica verità, uscì decreto della Sacra Congr.ne dell'Indice, col quale furono proibiti li libri che trattano di tal dottrina, e essa dichiarata falsa e omninamente contraria alla Sacra e divina Scrittura.
E essendo ultimamente comparso qua un libro, stampato in Fiorenza l'anno prossimo passato, la cui inscrizione mostrava che tu ne fosse l'autore, dicendo il titolo Dialogo di Galileo Galilei delli due Massimi Sistemi del mondo, Tolemaico e Copernicano; ed informata appresso la Sacra Congre.ne che con l'impressione di detto libro ogni giorno più prendeva piede e si disseminava la falsa opinione del moto della terra e stabilità del Sole; fu il detto libro diligentemente considerato, e in esso trovata espressamente la transgressione del predetto precetto che ti fu fatto, avendo tu nel medesimo libro difesa la detta opinione già dannata e in faccia tua per tale dichiarata, avvenga che tu in detto libro con varii ragiri ti studii di persuadere che tu lasci come indecisa e espressamente probabile, il che pur è errore gravissimo, non potendo in niun modo esser probabile un'opinione dichiarata e difinita per contraria alla Scrittura divina [...]
E essendoti stato assegnato termine conveniente a far le tue difese, producesti una fede scritta di mano dell'emin.mo S.r Card.le Bellarmino, da te procurata, come dicesti, per difenderti dalle calunnie de' tuoi nemici, da' quali ti veniva opposto che avessi abiurato e fossi stato penitenziato, ma che ti era solo stata denunziata la dichiarazione fatta da N. S. e pubblicata dalla Sacra Congre.ne dell'Indice, nella quale si contiene la dottrina del moto della terra e della stabilità del sole sia contraria alle Sacre Scritture, e però non si possa né difendere né tenere; e che perciò, non si facendo menzione in detta fede delle due particole del precetto, cioè docere e quovis modo, si deve credere che nel corso di 14 o 16 anni n'avevi perso ogni memoria, e che per questa stessa cagione avevi taciuto il precetto quando chiedesti licenza di poter dare il libro alle stampe [...]
Invocato dunque il S.mo nome di N. S.re Gesù Cristo e della sua gloriosissima Madre sempre Vergine Maria; per questa nostra diffinitiva sentenza, qual sedendo pro tribunali, di consiglio e parere de' RR Maestri di Sacra Teologia e Dottori dell'una e dell'altra legge, nostri consultori, proferimo in questi scritti nella causa e nelle cause vertenti avanti di noi tra il M.co Carlo Sinceri, dell'una e dell'altra legge Dottore, Procuratore fiscale di questo S.o Off.o, per una parte, a te Galileo Galilei antedetto, reo qua presente, inquisito, processato e confesso come sopra, dall'altra;
Diciamo, pronunziamo, sentenziamo e dichiaramo che tu, Galileo suddetto, per le cose dedotte in processo e da te confessate come sopra, ti sei reso a questo S.o Off.o veementemente sospetto d'eresia, cioè d'aver tenuto e creduto dottrina falsa e contraria alle Sacre e divine Scritture, ch'il sole sia centro della terra e che non si muova da oriente ad occidente, e che la terra si muova e non sia centro del mondo, e che si possa tener e difendere per probabile un'opinione dopo esser stata dichiarata e diffinita per contraria alla Sacra Scrittura; e conseguentemente sei incorso in tutte le censure e pene dai sacri canoni e altre constituzioni generali e particolari contro simili delinquenti imposte e promulgate. Dalle quali siamo contenti sii assoluto, pur che prima, con cuor sincero e fede non finta, avanti di noi abiuri, maledichi e detesti li suddetti errori e eresie, e qualunque altro errore e eresia contraria alla Cattolica e Apostolica Chiesa, nel modo e forma da noi ti sarà data.
E acciocché questo tuo grave e pernicioso errore e transgressione non resti del tutto impunito, e sii più cauto nell'avvenire e essempio all'altri che si astenghino da simili delitti. Ordiniamo che per publico editto sia proibito il libro de' Dialoghi di Galileo Galilei.
Ti condanniamo al carcere formale in questo S.o Off.o ad arbitrio nostro; e per penitenze salutari t'imponiamo che per tre anni a venire dichi una volta la settimana li sette Salmi penitenziali: riservando a noi facoltà di moderare, mutare o levar in tutto o parte, le sodette pene e penitenze.
E così diciamo, pronunziamo, sentenziamo, dichiariamo, ordiniamo e reservamo in questo e in ogni altro meglior modo e forma che di ragione potemo e dovemo [...]»
(Sant'Uffizio, Sentenza di condanna di Galileo Galilei)
Pochi mesi dopo la condanna la pena venne tramutata in arresti domiciliari, che Galieo scontò fino alla morte presso la villa Il Gioiello ad Arcetri (Firenze). Per quanto riguarda la recita dei Salmi Penitenziali, lo scienziato chiese ed ottenne che li recitasse in sua vece la figlia Virginia, suora di clausura.

### L'abiura

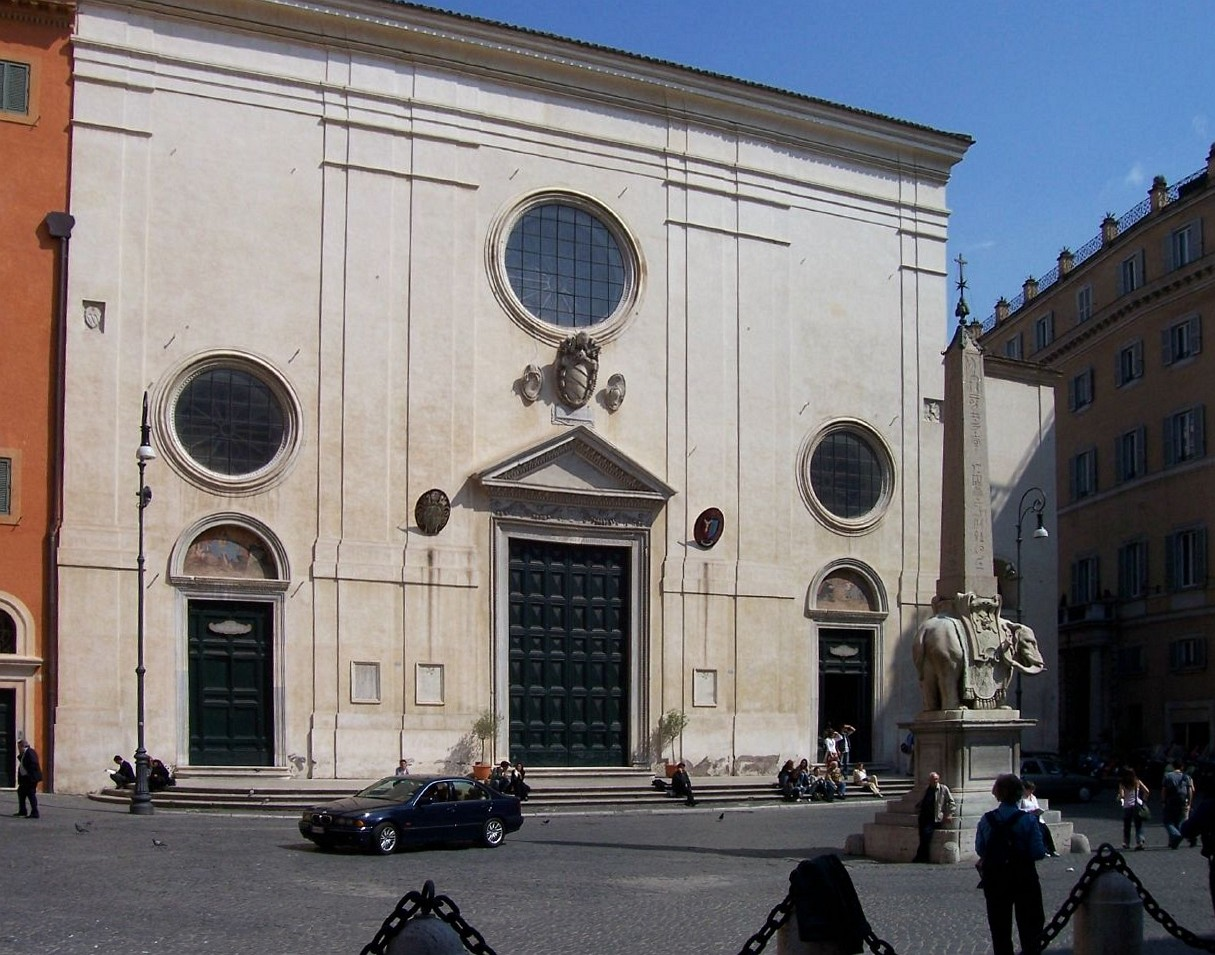
La chiesa di S. Maria sopra Minerva

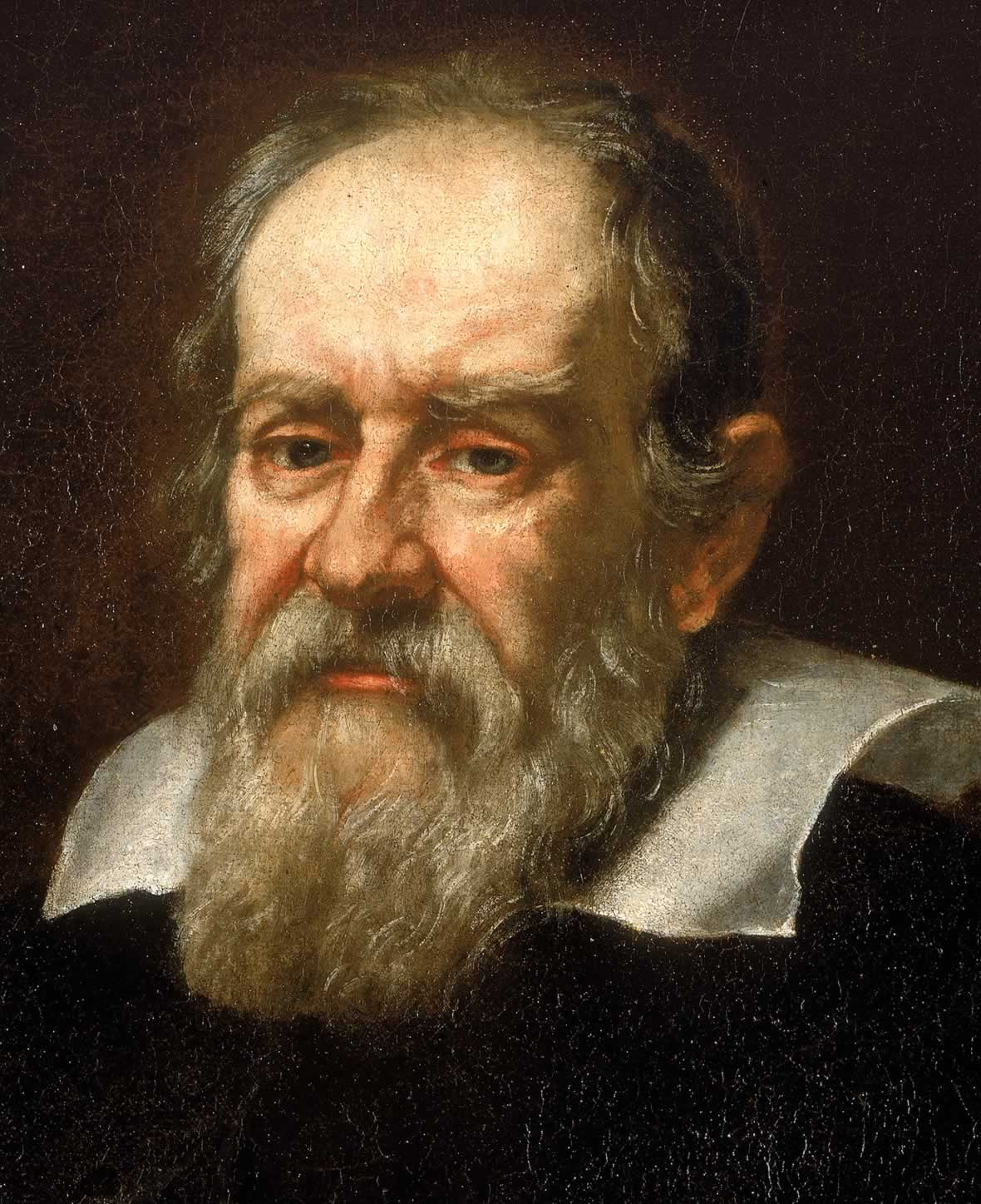
Galileo Galilei

Dopo la lettura della sentenza Galileo abiurò:
pertanto, volendo io levar dalla mente delle Eminenze Vostre e d'ogni fedel Cristiano questa veemente sospizione, giustamente di me conceputa, con cuor sincero e fede non finta abiuro, maledico e detesto li suddetti errori e eresie, e generalmente ogni e qualunque altro errore, eresia e setta contraria alla S.ta Chiesa; e giuro che per l'avvenire non dirò mai più né asserirò, in voce o in scritto, cose tali per le quali si possa aver di me simil sospizione; ma se conoscerò alcun eretico o che sia sospetto d'eresia lo denonziarò a questo S. Offizio, o vero all'Inquisitore o Ordinario del luogo, dove mi trovarò.
Giuro anco e prometto d'adempire e osservare intieramente tutte le penitenze che mi sono state o mi saranno da questo Santo Officio imposte; e contravenendo ad alcuna delle mie dette promesse e giuramenti, il che Dio non voglia, mi sottometto a tutte le pene e castighi che sono da' sacri canoni e altre costituzioni generali e particolari contro simili delinquenti imposte e promulgate. Così Dio m'aiuti e questi suoi santi Vangeli, che tocco con le proprie mani.
Io Galileo Galilei sodetto ho abiurato, giurato, promesso e mi sono obligato come sopra; e in fede del vero, di mia propria mano ho sottoscritta la presente cedola di mia abiurazione e recitatala di parola in parola, in Roma, nel Convento della Minerva, questo dì 22 giugno 1633.
Io Galileo Galilei ho abiurato come di sopra, mano propria»
(Abiura di Galileo Galilei)

## Una frase proverbiale
«E pur si muove!»
Innumerevoli autori dei secoli successivi, nel ricostruire la vicenda del processo, riportano queste parole che Galileo avrebbe esclamato (in riferimento al moto della Terra) subito dopo la sua forzata abiura dell'eliocentrismo.
In realtà non esistono testimonianze dirette che Galileo abbia mai pronunciato questa frase. Il primo a riportare per esteso l'episodio fu lo scrittore Giuseppe Baretti, che aveva ricostruito la vicenda per il pubblico inglese in un'antologia pubblicata nel 1757. Pochi anni dopo l'aneddoto fu riferito anche da Augustin Simon Irailh come esempio emblematico di disputa fra un'istituzione e un individuo
In seguito, la frase fu ripetutamente menzionata nelle ricostruzioni narrative e teatrali della vicenda di Galileo: in particolare, è la battuta finale ("Et pourtant elle tourne!") pronunciata dallo scienziato pisano nel dramma Galilée (1867) di François Ponsard. Nel XX secolo la frase appare ormai indissolubilmente legata alla figura dello scienziato; Bertolt Brecht la cita nella sua celebre opera teatrale Vita di Galileo, ma anziché farla pronunciare a Galileo, la fa comparire, nella scena IX, in una sorta di filastrocca canticchiata dal giovane discepolo Andrea Sarti, nel corso di un dialogo che - nella finzione drammatica - si svolge nel 1623, ben dieci anni prima dell'abiura..
Nel 1911, nel corso del restauro di un quadro di scuola spagnola (attribuito a Murillo e verosimilmente dipinto prima del 1650) che ritrae Galileo imprigionato dopo l'abiura, le parole "E pur si muove" furono trovate in una parte del dipinto che era rimasta nascosta a seguito di un precedente intervento di ridimensionamento del quadro: nell'intenzione del pittore, lo sguardo di Galileo era diretto proprio verso quelle parole, incise sul muro della prigione. Questo ritrovamento, benché non risolva il dubbio sull'autenticità dell'episodio (l'immagine di Galileo imprigionato è comunque priva di fondamento storico), riporterebbe l'origine della tradizione all'epoca dello stesso Galileo. Stando a quanto affermato da Stillman Drake: "non c'è più alcun dubbio ora che le famose parole fossero già attribuite a Galileo prima della sua morte".. Tuttavia uno studio approfondito dell'astrofisico Mario Livio ha scoperto che il dipinto di cui sopra sarebbe invece, molto probabilmente, una copia databile 1837 eseguita dal pittore fiammingo Roman Eugeen Van Maldeghem.

## Gli ultimi anni
Il 1º luglio 1633 gli è concesso di trasferirsi a Siena nell'abitazione dell'amico arcivescovo Ascanio Piccolomini, poi nella sua villa di Arcetri, in una sorta di arresti domiciliari. Nell'aprile del 1634 perde l'amata figlia Virginia, suor Maria Celeste.

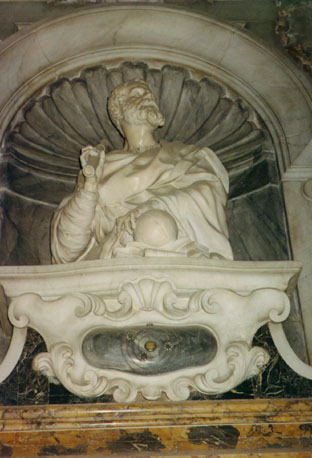
Tomba di Galileo in Santa Croce

Il 2 gennaio 1638 scrive all'amico Elia Diodati a Parigi di essere diventato cieco da un mese: «mentre che vo considerando che quel cielo, quel mondo e quello universo che io con mie maravigliose osservazioni e chiare dimostrazioni avevo ampliato per cento e mille volte più del comunemente veduto da' sapienti di tutti i secoli passati, ora per me s'è sì diminuito e ristretto, ch'è non è maggiore di quel che occupa la persona mia». È assistito dal giovanissimo allievo Vincenzo Viviani.
Nel 1638 quando era già completamente cieco, pubblicò (a Leida, nei Paesi Bassi) il suo lavoro più importante: Discorsi e dimostrazioni matematiche intorno a due nuove scienze. In essa tratta le leggi del moto e la struttura della materia.
È del 1640 la spinta decisiva data al suo allievo Bonaventura Cavalieri con la scoperta della proprietà caratteristica dell'infinito, che definisce come infinita una quantità che uguaglia una sua parte.
Il 15 novembre 1641 Pier Francesco Rinuccini scrive a Leopoldo de' Medici che Galileo è «fermo nel letto da dieci giorni in qua con una febbriciattola lenta lenta [... ] Gli dà davvantaggio un gran dolor di rene. Questi mali, alla sua età, mi par che devano far temere della sua vita», e Benedetto Castelli, a Bonaventura Cavalieri, il 1º gennaio 1642 scrive di tenere «poco buone nuove del nostro venerabile Vecchio; e mi spaventa l'età grave, quando bene l'infermità, che pure è di considerazione, non fosse tanto grande».
Scrive il Viviani che Galileo morì l'8 gennaio 1642:
Il Sant'Uffizio si oppose tuttavia all'erezione di un monumento allo scienziato, che fu possibile edificare soltanto nel 1737, per raccogliere le spoglie di Galileo e del Viviani.
Nel gennaio 1648, esattamente sei anni dopo la morte di Galileo, scendeva nella tomba di famiglia nella stessa Basilica di Santa Croce di Firenze, a poche decine di metri di distanza dal sepolcro di Galileo, quel Tommaso Caccini, primo denunziante dello scienziato: nessuna lapide lo ricorda.

## La Chiesa riconosce l'ingiusta condanna
La prima vera riabilitazione dello scienziato da parte della Chiesa cattolica si può datare al 1822 da parte del papa riformatore Pio VII, 180 anni dopo la sua morte, con la concessione dell'imprimatur all'opera "Elementi di ottica e astronomia" del canonico Settele, che dava come teoria consolidata e del tutto compatibile con la fede cristiana il sistema copernicano. A suggello di tale accettazione, nell'edizione aggiornata dell'Indice del 1846, tutte le opere sul sistema copernicano furono cassate. Tuttavia, papa Giovanni Paolo II auspicò che l'esame del caso Galilei venisse approfondito da «teologi, scienziati e storici, animati da uno spirito di sincera collaborazione, [...] nel leale riconoscimento dei torti, da qualunque parte provengano» per rimuovere «le diffidenze che quel caso tuttora frappone, nella mente di molti, alla fruttuosa concordia tra scienza e fede, tra Chiesa e mondo». Il 3 luglio 1981 fu istituita un'apposita «commissione di studio»
Dopo oltre 11 anni dall'inizio dei lavori e 359 anni dopo la condanna di Galileo, nella relazione finale della commissione di studio datata 31 ottobre 1992, il cardinale Paul Poupard scrive che la condanna del 1633 fu ingiusta, per un'indebita commistione di teologia e cosmologia pseudo-scientifica e arretrata, anche se veniva giustificata dal fatto che Galileo sosteneva una teoria radicalmente rivoluzionaria senza fornire prove scientifiche sufficienti a permettere l'approvazione delle sue tesi da parte della Chiesa.

### La posizione di Joseph Ratzinger
In particolare la posizione al riguardo del cardinale Joseph Ratzinger, diventato poi papa con il nome di Benedetto XVI, è molto discussa per le diverse interpretazioni che sono attribuite ad una sua particolare affermazione.
Nel 2008, infatti, sorse in Italia un acceso dibattito su un mancato discorso del papa Benedetto XVI alla cerimonia inaugurale dell'Università La Sapienza, che a propria volta mise in rilievo un intervento su Galileo tenuto il 15 febbraio 1990, dall'allora cardinale Ratzinger.
Tali parole sollevarono forti polemiche nel mondo scientifico, in particolar modo per la citazione di Paul Feyerabend.